# Лотос орехоносный
Ло́тос орехоно́сный (лат. Nelumbo nucífera) — вид многолетних травянистых земноводных растений из рода Лотос (Nelumbo) монотипного семейства Лотосовые (Nelumbonaceae).
Вид занесён в Красную книгу России.

## Распространение

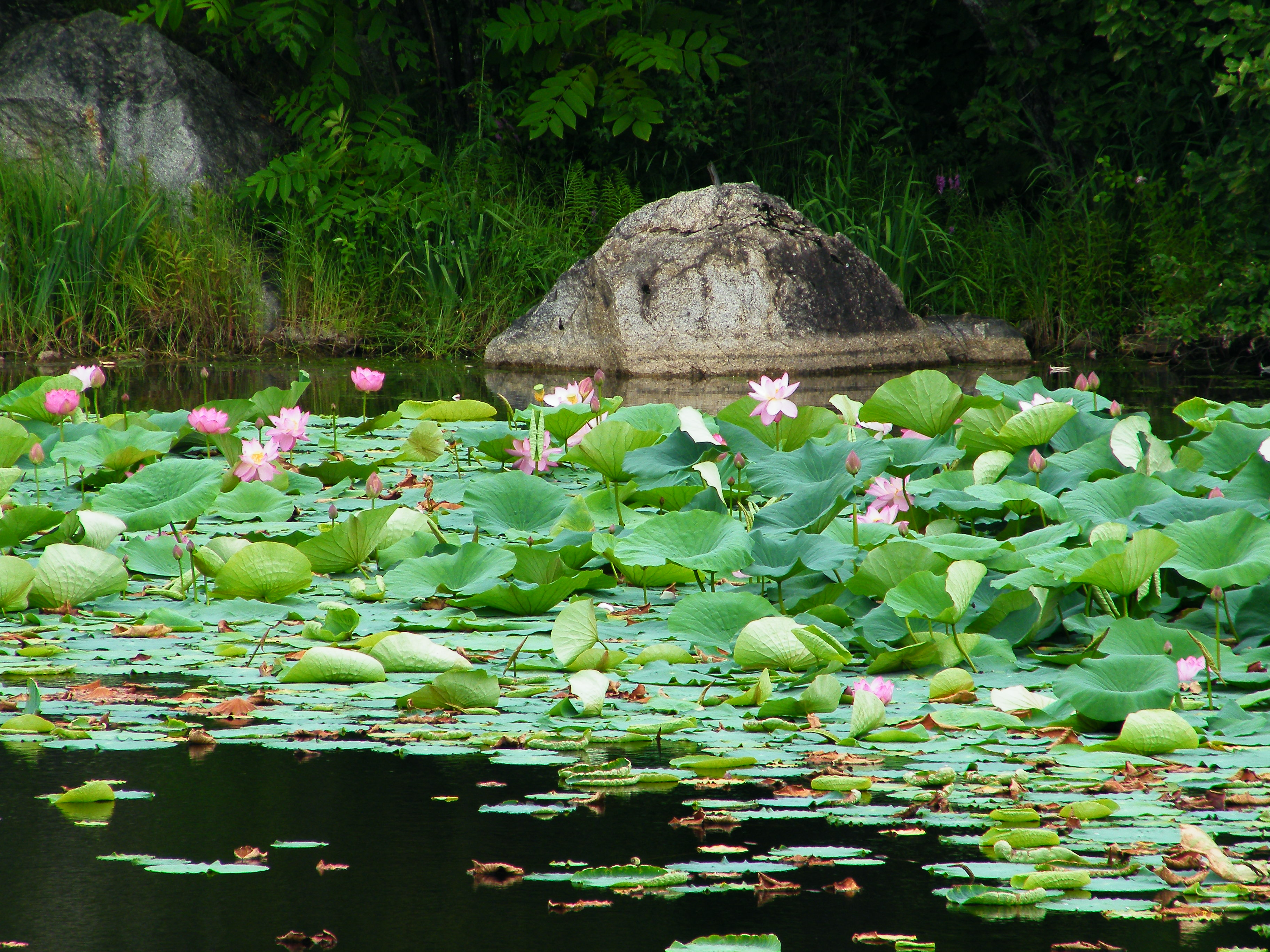
Озеро с лотосами возле поселка Горные Ключи в Приморском крае

Тропический реликтовый вид — растение было широко распространено в третичную эпоху, когда климат был более мягким.
В настоящее время имеет широкое естественное распространение в тропических и умеренных регионах Азии (в том числе в Азербайджане, Казахстане, Вьетнаме, Индии, Индонезии, Иране, на Корейском полуострове, в Мьянме, Папуа — Новой Гвинее, Таиланде, практически на всех островах Юго-Восточной Азии, на Филиппинах, Шри-Ланке, в Японии), а также северной и восточной Австралии.
Ареал проходит от Индии и Шри-Ланки (на высоте до 1400 м н.у.м. в Южных Гималаях), через северный Индокитай и Восточную Азию.
Часть этого ареала (а именно Южная Индия, Шри-Ланка, острова Юго-Восточной Азии и Австралазия) может быть результатом исторической интродукции человека, но таксономические органы считают, что этот вид является родным для этих областей. Он имеет очень долгую историю (около 3000 лет) выращивания из-за съедобных семян, и его обычно выращивают в водных садах.

### Ареал в России

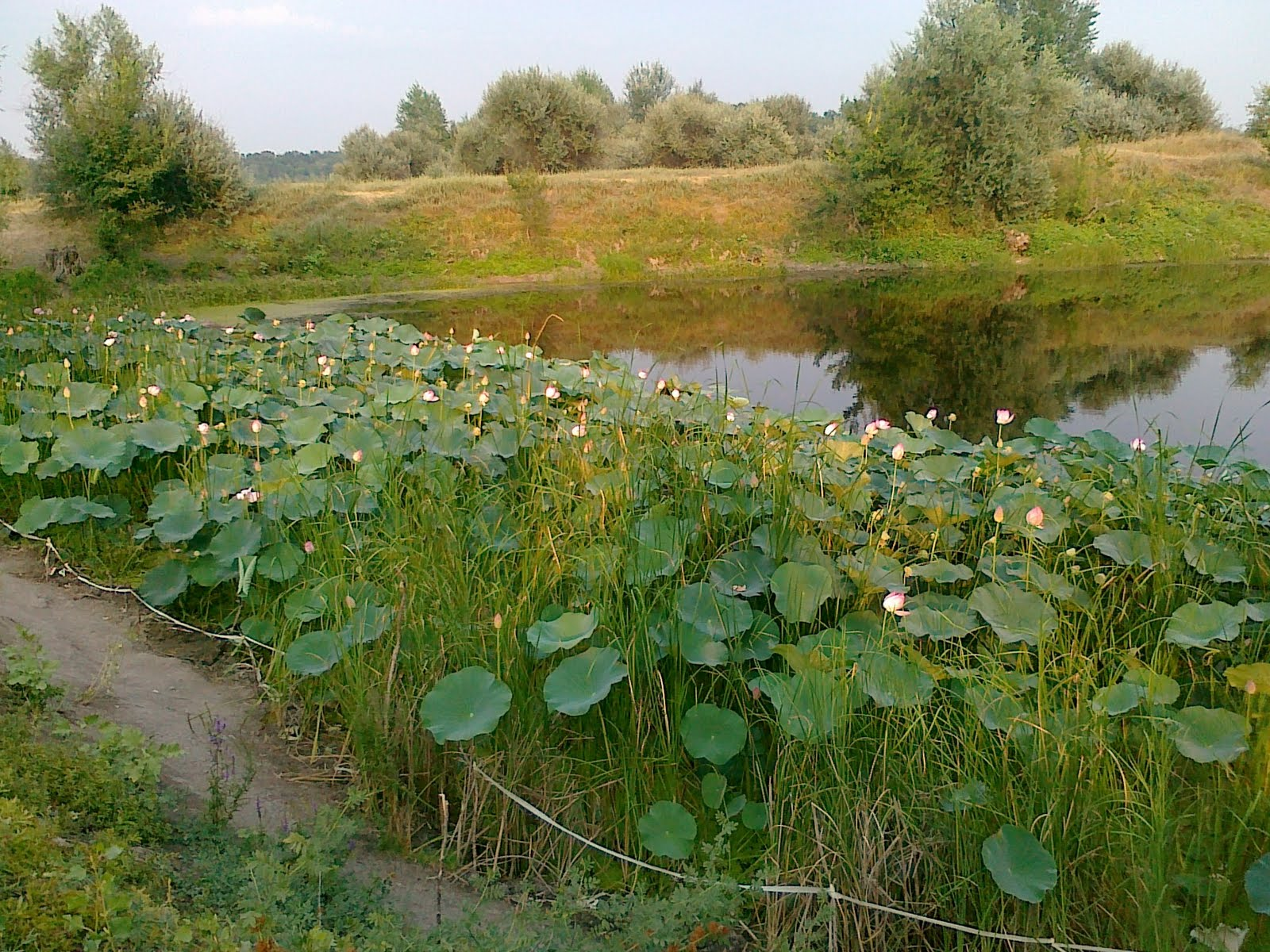
Озеро Лотосов в Среднеахтубинском районе Волгоградской области

Граница северного ареала расположена в России — она доходит до Приамурья на Дальнем Востоке в нижнем течении Амура, в бассейнах рек Уссури, Буреи, Тунгуски и Зеи, на Приханкайской равнине и острове Путятина — население называет его лотос Комарова. На территории Хабаровского края произрастает всего в порядка 20 озёрах, где сохраняется число природных популяций лотоса, самое известное из них — озеро рядом с поселком Галкино недалеко от Хабаровска. На территории Еврейской автономной области находится шесть озёр, в которых произрастает лотос Комарова.
Другая граница ареала — изолированные места в Каспийском регионе — побережья Каспийского и Азовского морей, в дельте реки Волги и в устье реки Куры, на Кубани, на территории Дагестана — там вид известен под названием Каспийский лотос. Имеются два противоположных взгляда на произрастание лотоса по побережью Каспийского моря. Одни считают, что он сохранился с доисторических времен, другие связывают его появление здесь с деятельностью человека, что его семена привезли принесли из дальних стран кочующие монгольские народы и калмыки. Также есть гипотеза, что распространению семян лотоса способствовали перелётные птицы.
Согласно данным дешифрирования космических снимков в 2006 на территории дельты Волги площадь монодоминантных сообществ лотоса составляла около 9,5 тыс. га, а сообщества земноводной растительности с участием лотоса покрывали порядка 30 тыс. га.
В 1938 году по инициативе гидробиолога С. К. Троицкого лотосы посадили в низовьях Кубани. Это были первые попытки культивирования лотоса в Приазовье. Позднее, в 1960-х годах, опыты продолжил ботаник А. Г. Шехов. Прижился в Приазовье лотос не сразу, но сейчас чувствует себя хорошо.

### Места произрастания

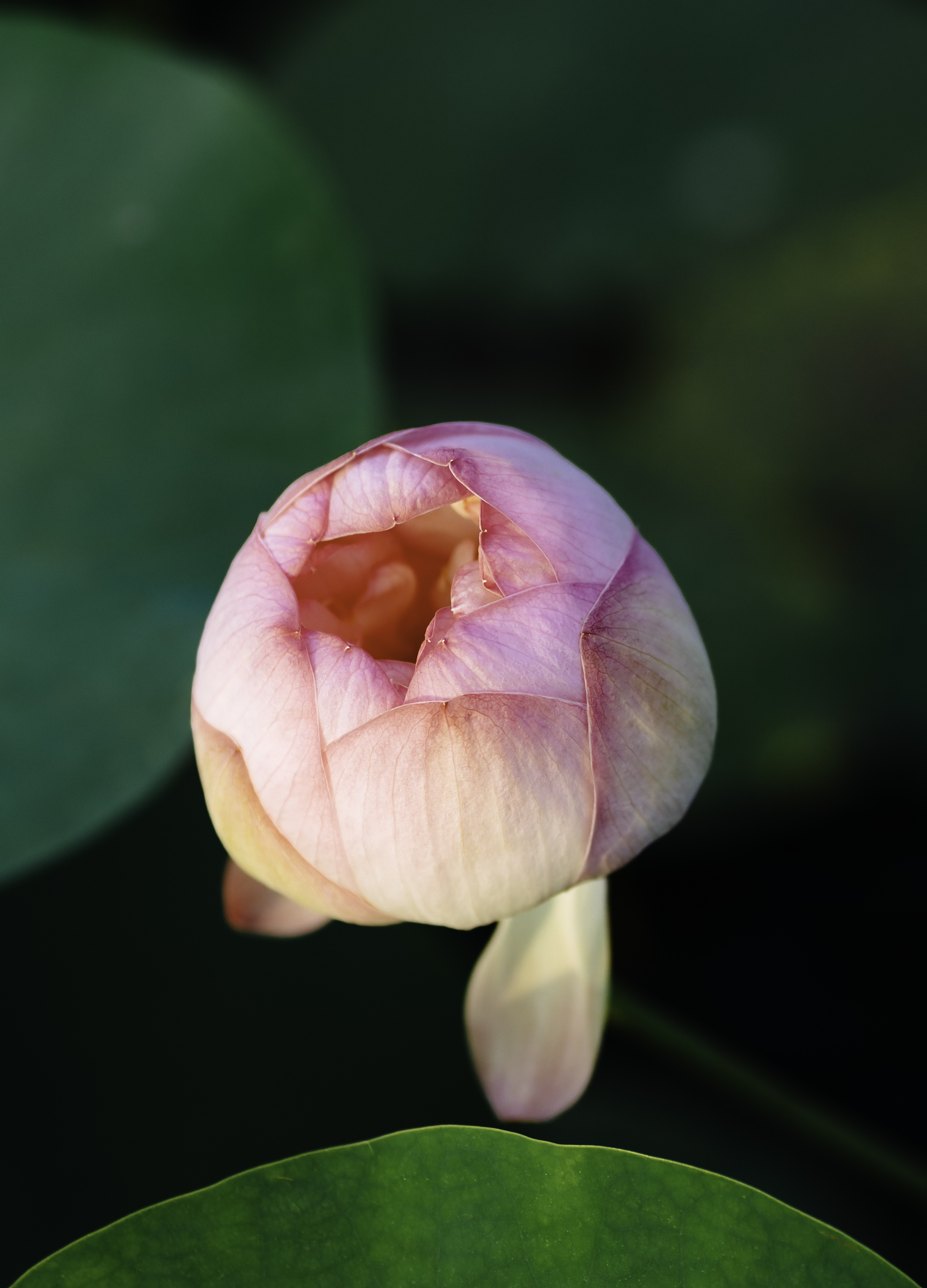
Бутон лотоса на поздней стадии цветения

Лотос, как растение с достаточно широким ареалом, произрастает в самых различных условиях. Его заросли встречаются от тропических дождевых лесов Полинезии до степной и полупустынной зоны низовьев Волги. Так, в Австралии, Индонезии, Индии, Юго-Восточном Китае, на острове Шри-Ланка он растет в условиях жаркого тропического климата и продолжительной инсоляции. В Северном Китае, на Дальнем Востоке и в европейской части стран бывшего СССР лотос находится в довольно суровых условиях, переносит зимние морозы, достигающие −30 °С и ниже.
Растёт в пойменных мелководных (до 2,5 м в глубину), хорошо прогреваемых озёрах, имеющих мощный слой илистых донных отложений. Выбирает, как правило, те из них, которые затапливает только при высоких паводках. Как в многоводные, так и в засушливые годы (при полном высыхании озёр) популяции лотоса сокращаются. Но может жить даже в трещинах пересохшего ила и аллювиальных отложений.
Как правило, он растет в проточных водоемах — в заболоченных местах, озёрах и речках с медленным течением. Может произрастать в водоемах с солоноватой водой.
В дельте Волги он поселяется в ильменях и заливах на взморье, а также вдоль берегов многочисленных проток, так характерных для дельт больших рек. Наиболее типичными местами произрастания обширных зарослей лотоса орехоносного в дельте Волги являются мелководные участки (с глубинами 0,5-1,5 м) со слабой проточностью, расположенные преимущественно вдоль границ зарослей тростника южного и внутри его кулис.
В Индии в Кашмирской долине лотос произрастает на высоте до 1560 м над уровнем моря. Это наибольшая высота, на которую он поднимается.

### В культуре
За пределами естественного ареала выращивается в ботанических садах и частных прудах. В Москве выращивается в Аптекарском огороде в рассадной оранжерее, в Санкт-Петербурге — в Ботаническом саду Петра Великого, в Викторной оранжерее № 28.
В сентябре 2008 были зафиксированы цветущие лотосы на прудах-охладителях ТЭЦ г. Артёма. Тёплые стоки, поступающие в воду, увеличивают сезон вегетации и время цветения лотосов.
Лотос может выращиваться в комнатных водоёмах и зимних садах, но в период покоя, в холодные месяцы года, растение сбрасывает листья и теряет декоративность.

## Этимология

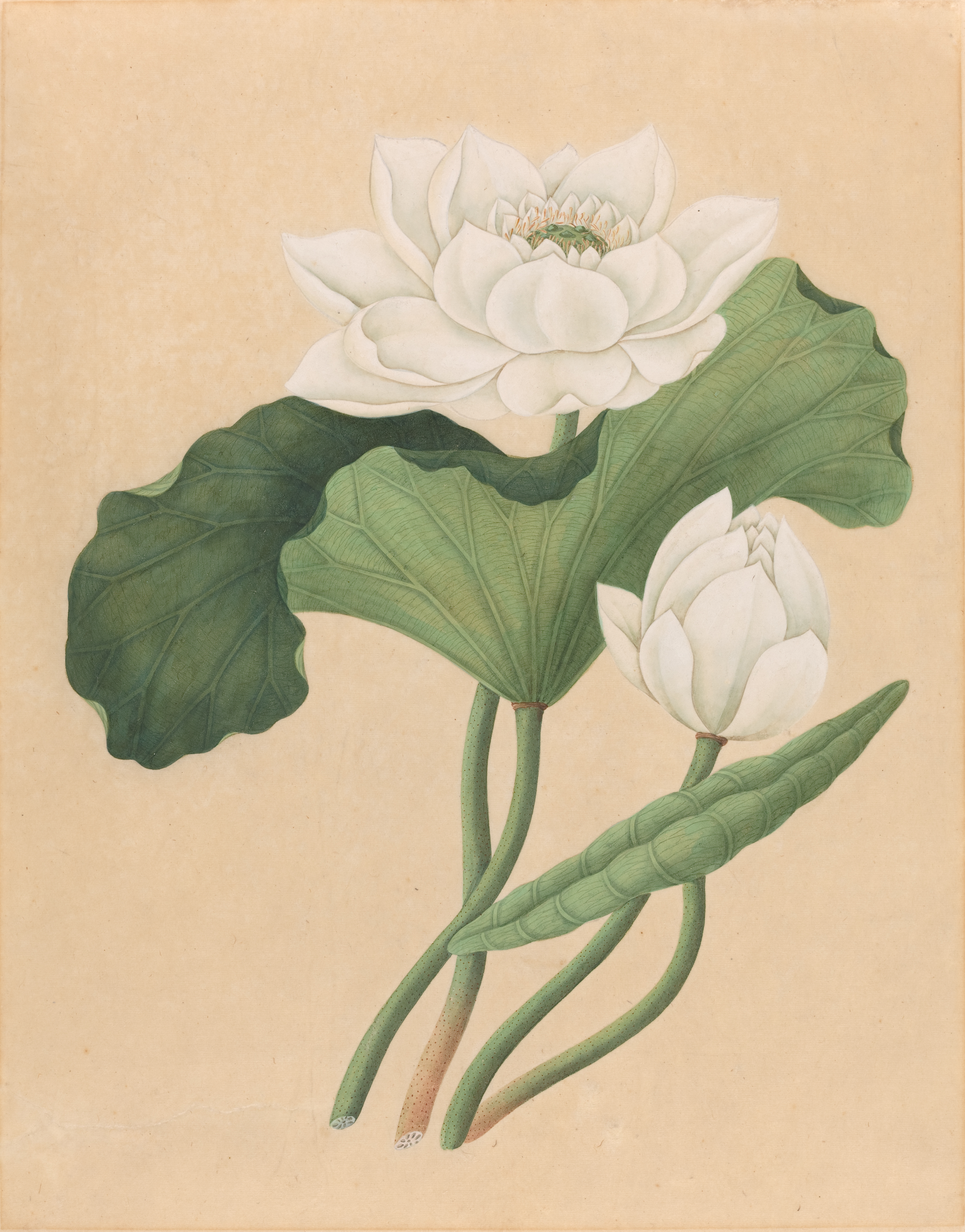
Восточно-индийский лотос (Nelumbo nucifera), гуашь на восточной бумаге, конец XIX века, Национальная галерея искусства

Растение было привезено в Англию из Индии в 1787 году Джозефом Бэнксом. Вид описал в 1788 году немецкий ботаник Йозеф Гертнер. Потребовалось 10 лет, чтобы они там зацвели. На континенте это удалось только в 1820 году Кристофу Любеку, садовнику графа Харраха в замке Пругг.
Латинский видовой эпитет nucífera — от латинских слов nux («орех») и ferre («нести»).
Впервые семена лотосов с Каспия собрал в 1764 году академик Иоганн Фальк в Чулпанском заливе, в окрестностях Астрахани, и послал их своему учителю — Карлу Линнею. Поскольку Линней уже был знаком с этим растением, он легко определил его. Позже, в 1832 году, лотос каспийский (Nelumbo caspica) как самостоятельный вид описал известный ботаник А. Г. Фишер.
Тривиальные названия лотоса каспийского: лотос индийский, астраханская роза, каспийская роза.
B 1940 лотос Комарова Nelumbo komarovii выделил в отдельный вид А. А. Гроссгейм и назвал в честь ботаника В. Л. Комарова, много лет работавшего на Дальнем Востоке.
В настоящее время лотос Каспийский и лотос Комарова являются синонимами Лотоса орехоносного.
В английском языке фигурирует под названиями: East Indian lotus с англ. — «Восточно-индийский лотос», Sacred lotus с англ. — «Священный лотос», Oriental lotus с англ. — «Восточный лотос»; во французском: Fève d'Egypte с фр. — «Египетская фасоль» и Lotus indien с фр. — «Индийский лотос».

## Ботаническое описание

### Морфология

#### Вегетативная система
Многолетнее гидрофитное растение, с узловатым корневищем, которое часто в быту ошибочно называют корнем.
Корневище ползучее, мощное, симподально ветвящиеся, погруженное в грунт или ил. Длина междоузлий 20-50 см, от хорошо выраженных узлов отходят придаточные корни. С помощью мелких корешков растение закрепляется в илистом грунте. На зиму в корневищах откладывается крахмал, благодаря чему они очень разрастаются в толщину. На поперечном срезе через корневище видно, что оно пронизано многочисленными одиночными пучками, расположенными концентрическими кругами, разделенными крупными воздухоносными полостями схизогенного происхождения. С наступлением весенне-летнего сезона корневище активно растёт и ветвится. В его шаровидных узлах образуются почки. В дальнейшем в почках формируются как листья, так и цветки. Толщина стебля до 2 см, на срезе выступает полупрозрачный сок.
У лотоса наблюдается гетерофиллия — присутствуют одновременно и подводные, и плавающие, и надводные листья:
Подводные листья — сидячие, широколанцетной формы с параллельным жилкованием, обычно плотно охватывающие молодые почки и точки роста корневища.
Плавающие листья — плавающие на поверхности воды, щитовидные (черешок прикрепляется к центру, а не к краю), округло-плоские, диаметром до 50-70 см, край цельнокрайный. Адаксиальная (верхняя) поверхность листьев не смачивается водой, водоотталкивающая, что дало название явлению «эффект лотоса». Этот эффект обеспечивается благодаря наличию воскового налёта и сильно выраженных кутинизированных бугорков, образованных выростами на эпидермальных клетках.

Надводные листья — щитовидные, округло-воронковидные, поднимающиеся над водой на длинном черешке, усаженном шиповидными выростами. Жилкование лучистое: из центра листа от места прикрепления черешка радиально расходятся 12-25 жилок, которые многократно вильчато ветвятся, за исключением одной перисторазветвленной средней жилки, выходящей к краю листа в области выемки, имеющейся на листовой пластинке. Черешок может достигать в длину 200 см, что позволяет растению расти на этой глубине. Диаметр листьев достигает одного метра. При таком размере листовых пластинок лотос почти полностью закрывает поверхность воды, чем ограничивает развитие других водных видов в водоёме.

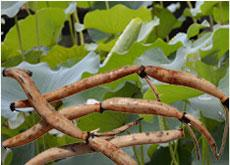
Корневища
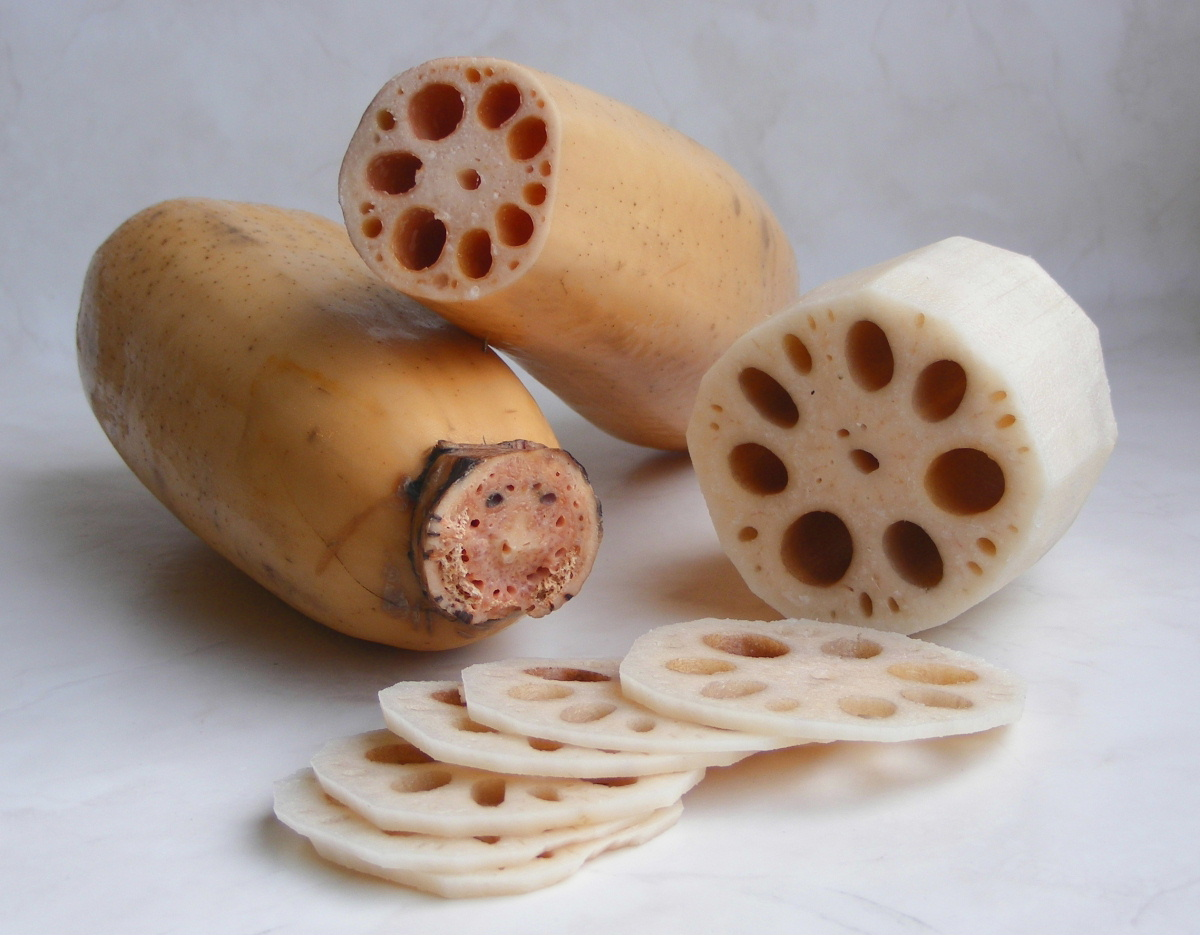
Корневище  в разрезе. Видны воздушные полости
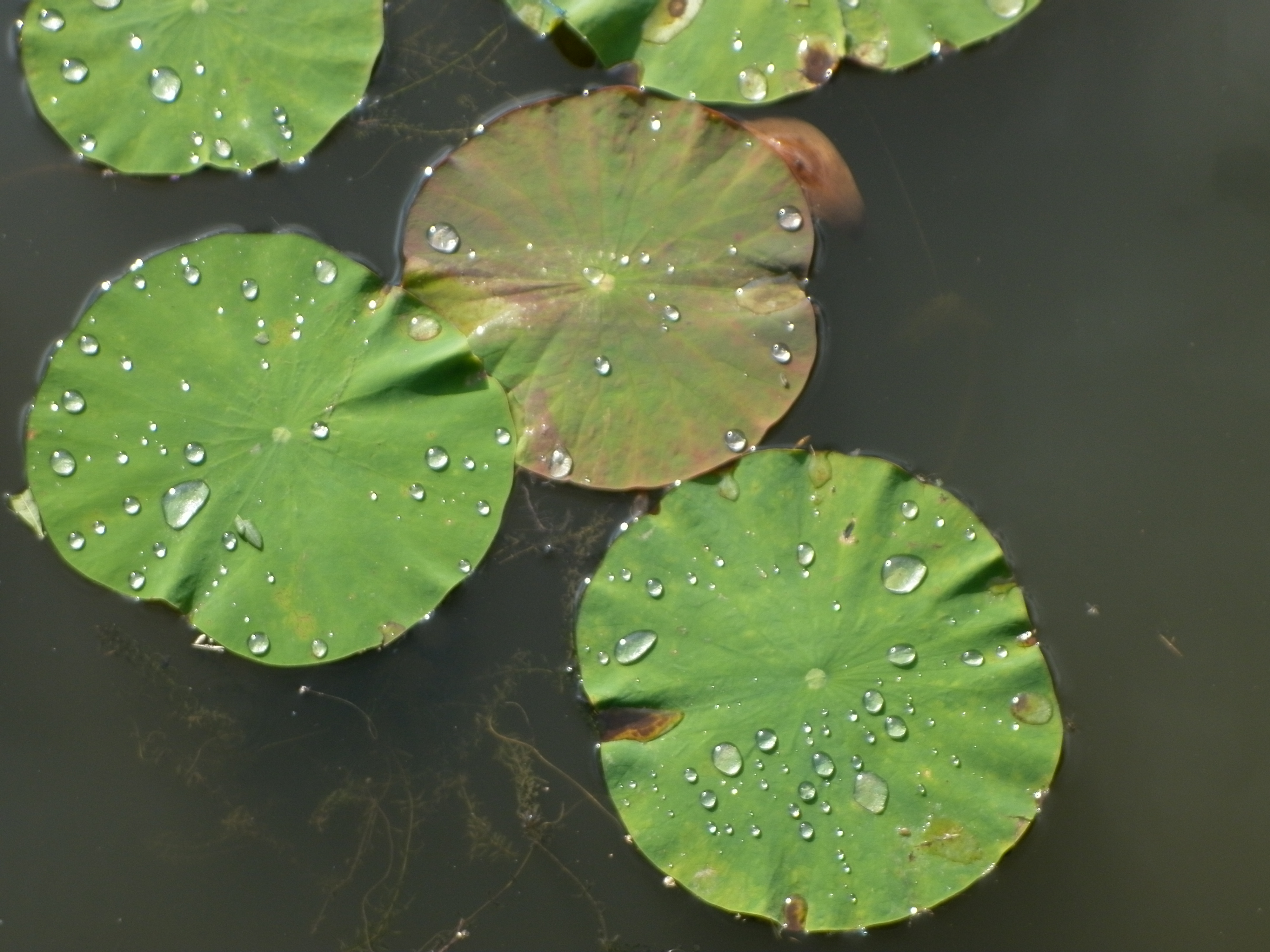
Плавающие листья
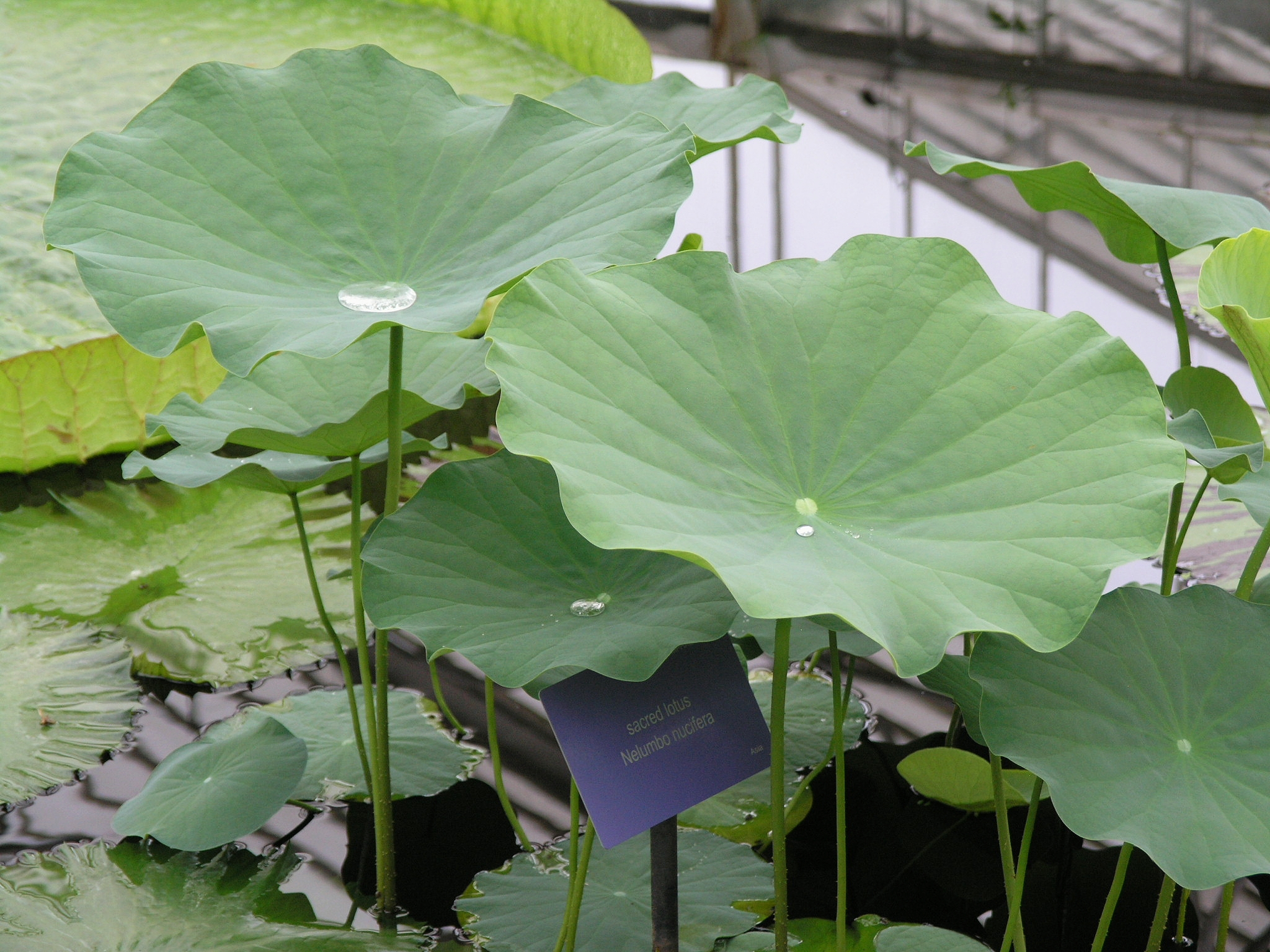
Надводные воздушные листья
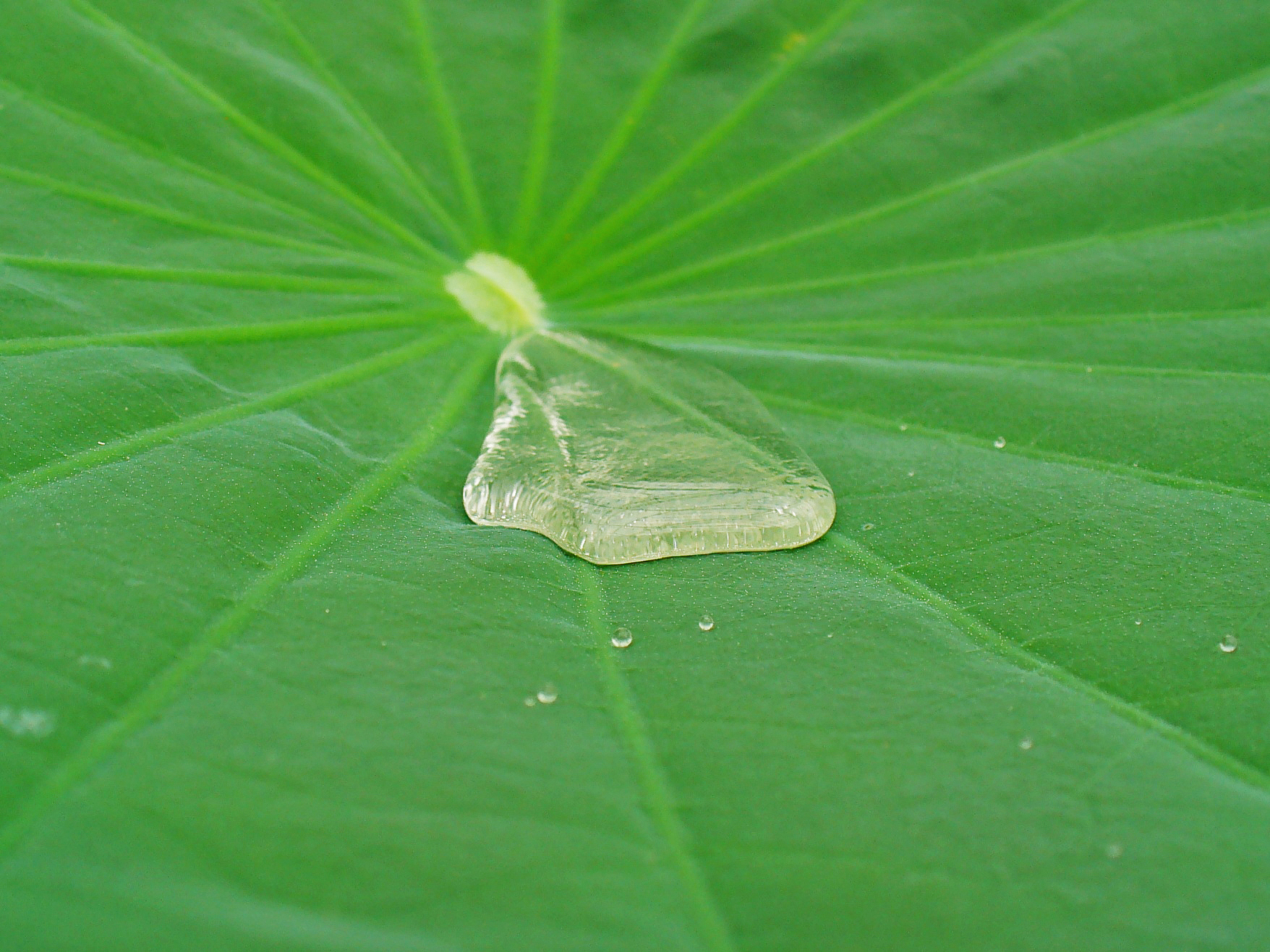
Гидрофобная поверхность листа
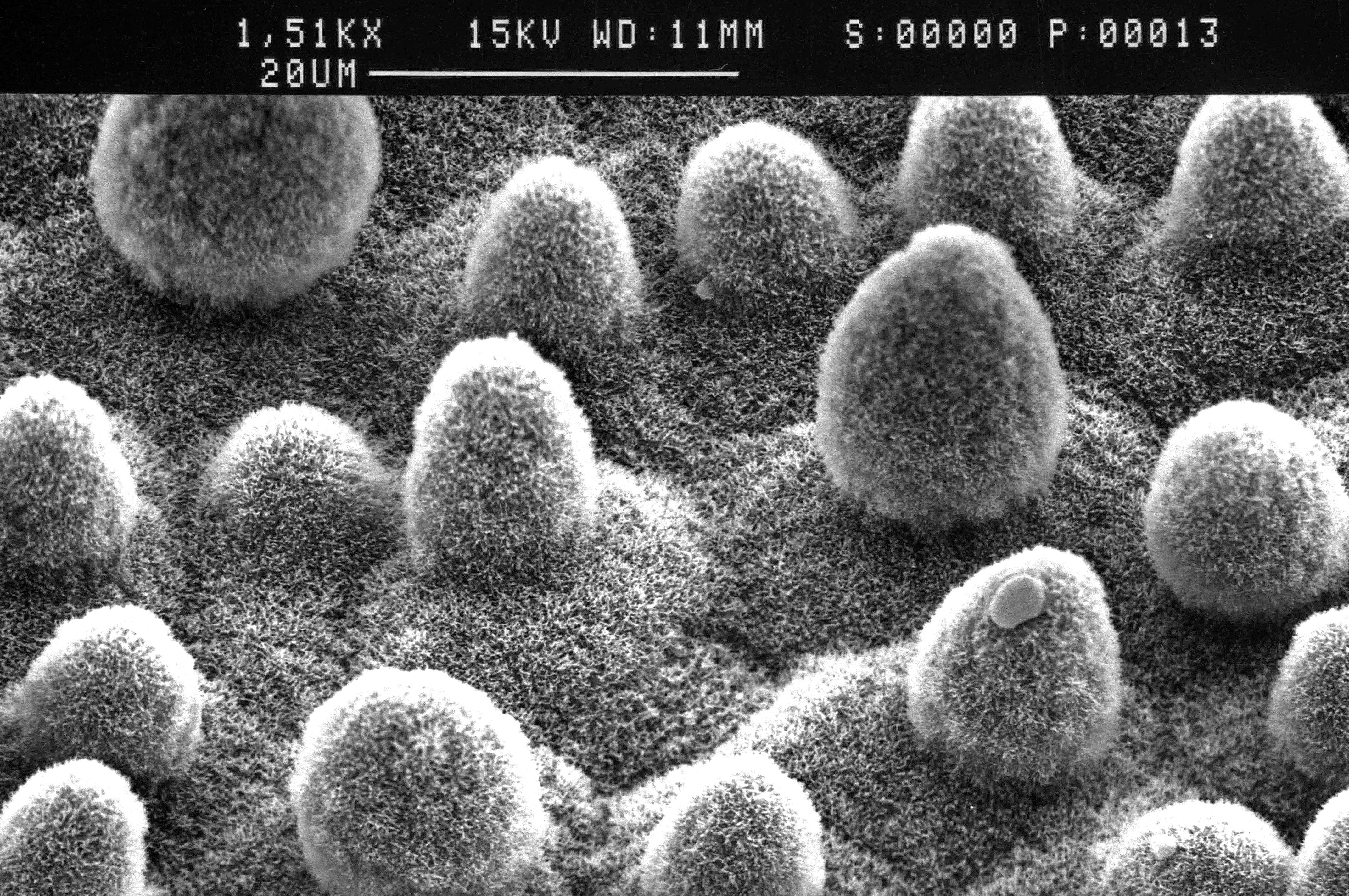
РЭМ-фото. Конические ячейки с очень мелкими кристаллами воска вызывают эффект лотоса.
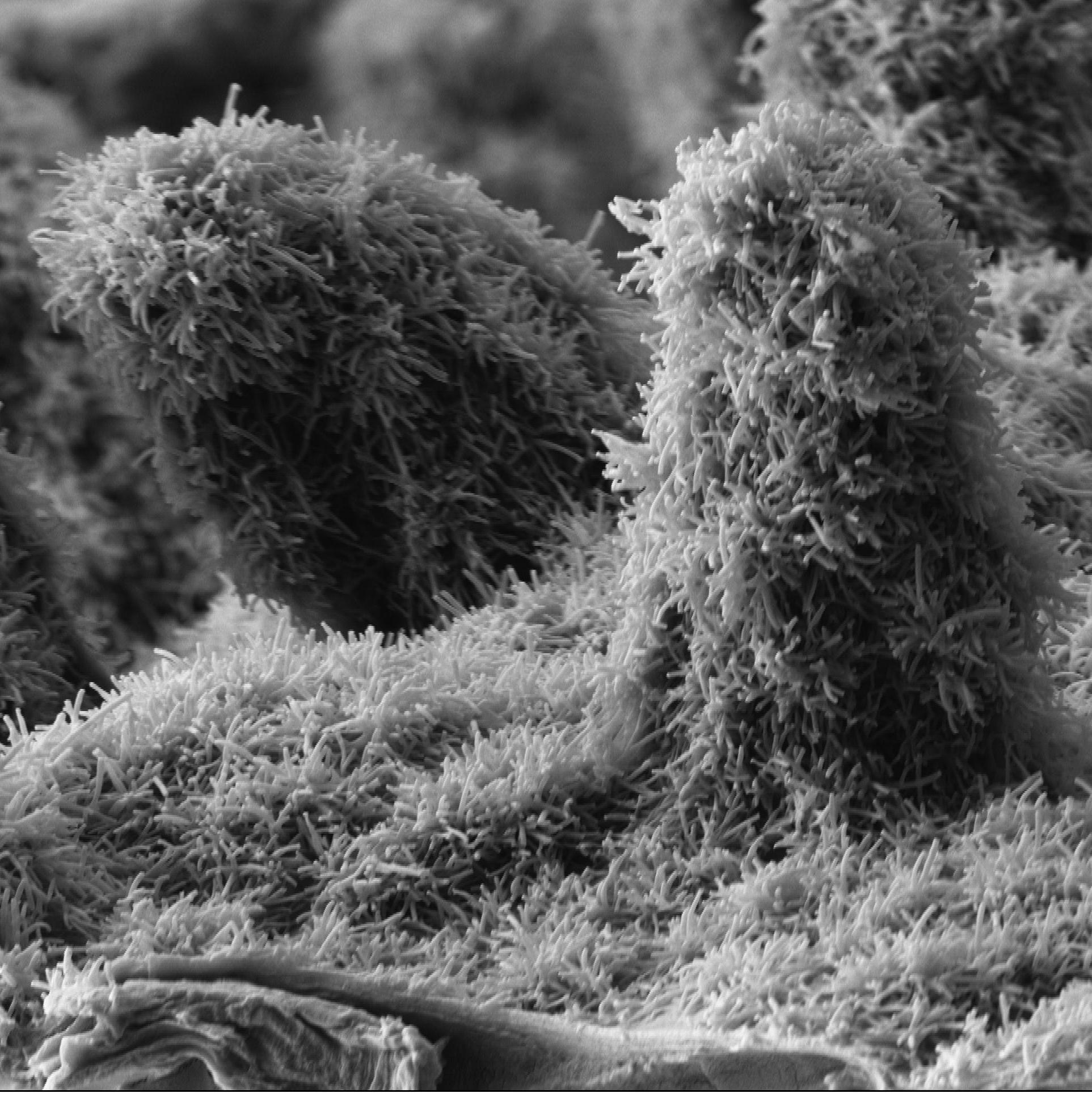
10000-х увеличение. Восковые иглы делают листья гидрофобными.

#### Репродуктивная система
Цветоножки голые или редко шиповатые, возвышающихся на несколько сантиметров над листьями.
Цветки одиночные, надводные — высоко поднимаются над водой, обоеполые, крупные — 25-30 см в диаметре. При этом были сообщения о цветках до 35 см в диаметре. Они обладают слабым, но приятным коричным ароматом.
Лепестки опадающие, от продолговато-эллиптических до обратнояйцевидных, 5-10 × 3-5 см, многочисленные, числом от 22 до 30 шт. Некоторые культурные сорта имеют необычайное количество лепестков. Например, китайский сорт qian ban lian («тысячелепестковый лотос») может иметь от 800 до 1600 лепестков в одном цветке, а японский сорт ohmi myoren («странный лотос») может иметь от 2000 до 5000 лепестков, что является рекордом, зарегистрированным для любого вида растений.
Лепестки розовые, но меняют окраску от ярко-розовой в начале цветения до почти белой перед опадением. Лепестки осыпаются уже через 3 дня.

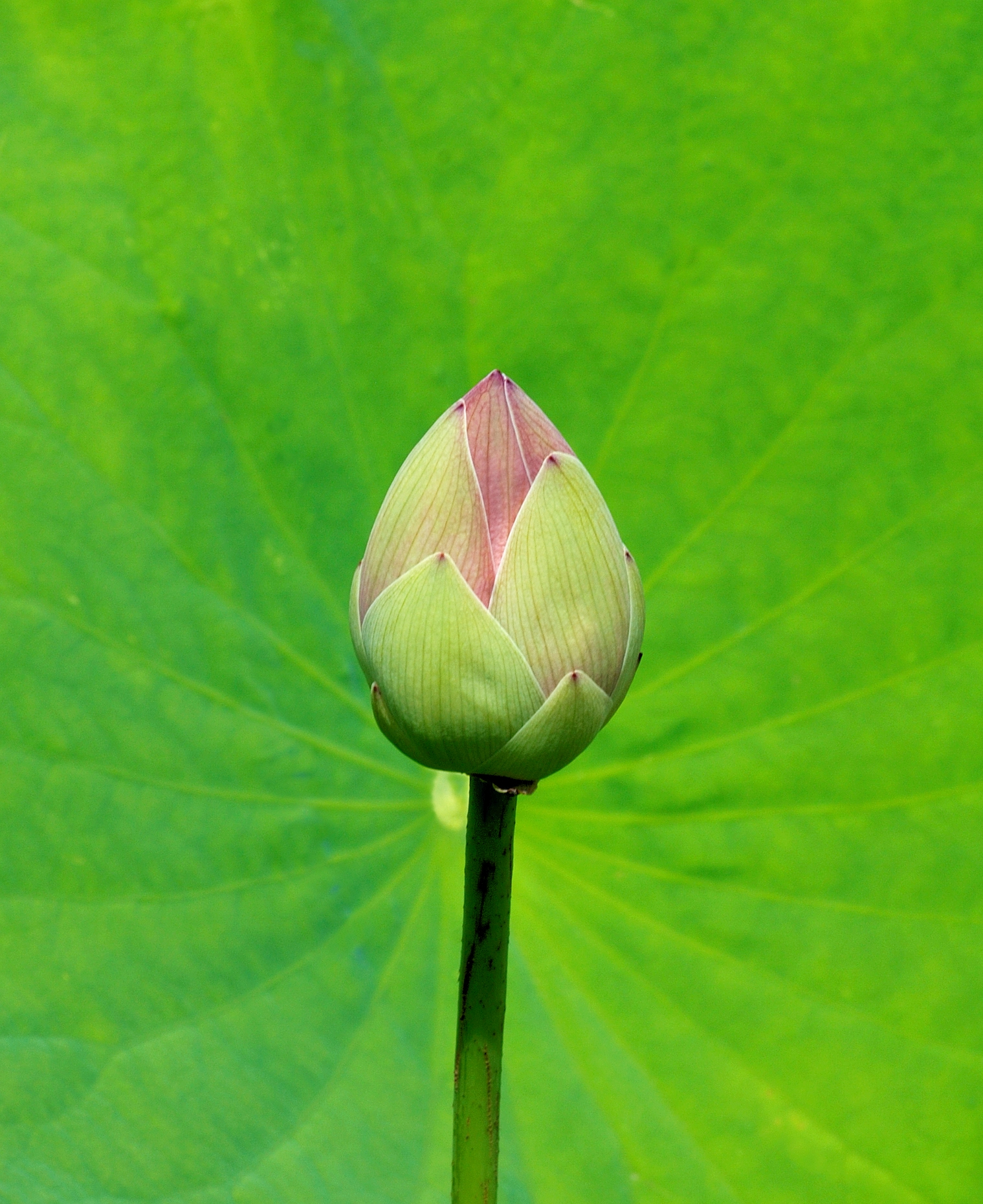
Бутон
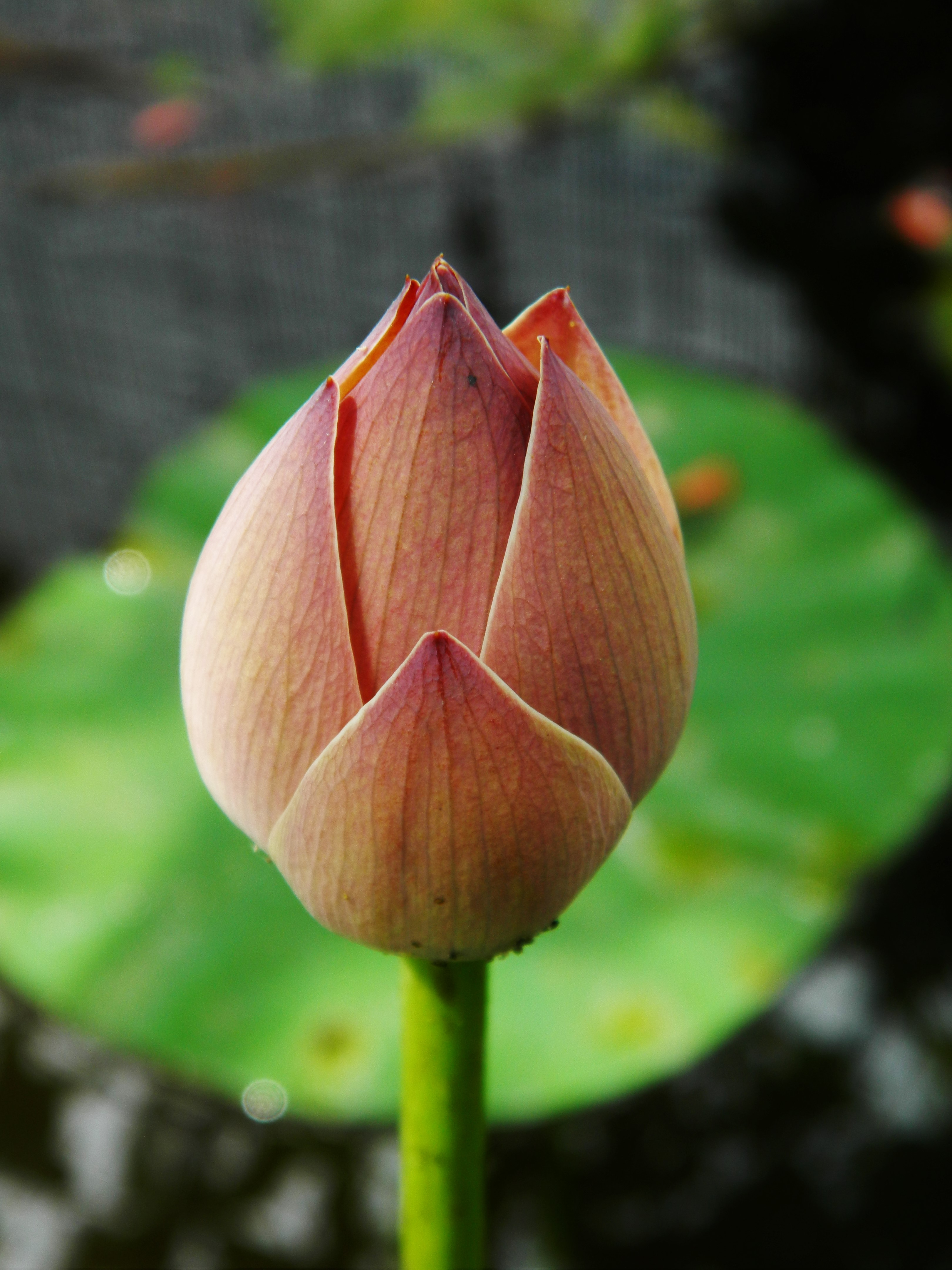
Бутон
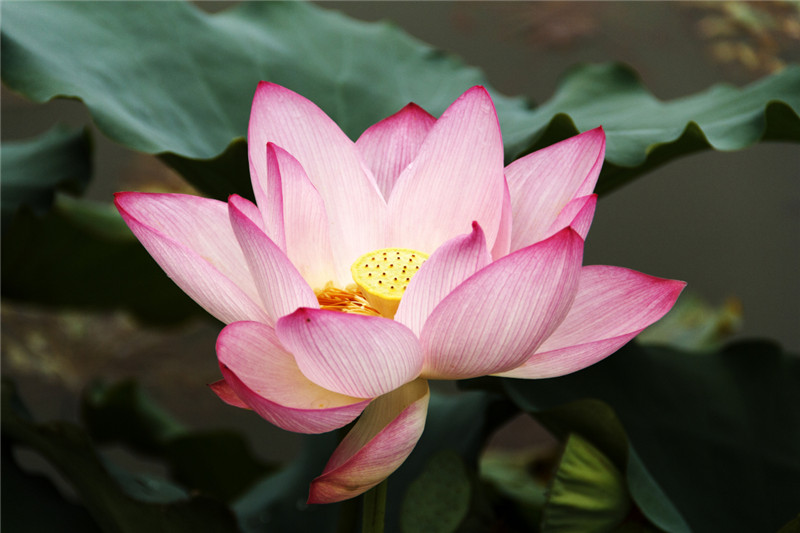
Цветок
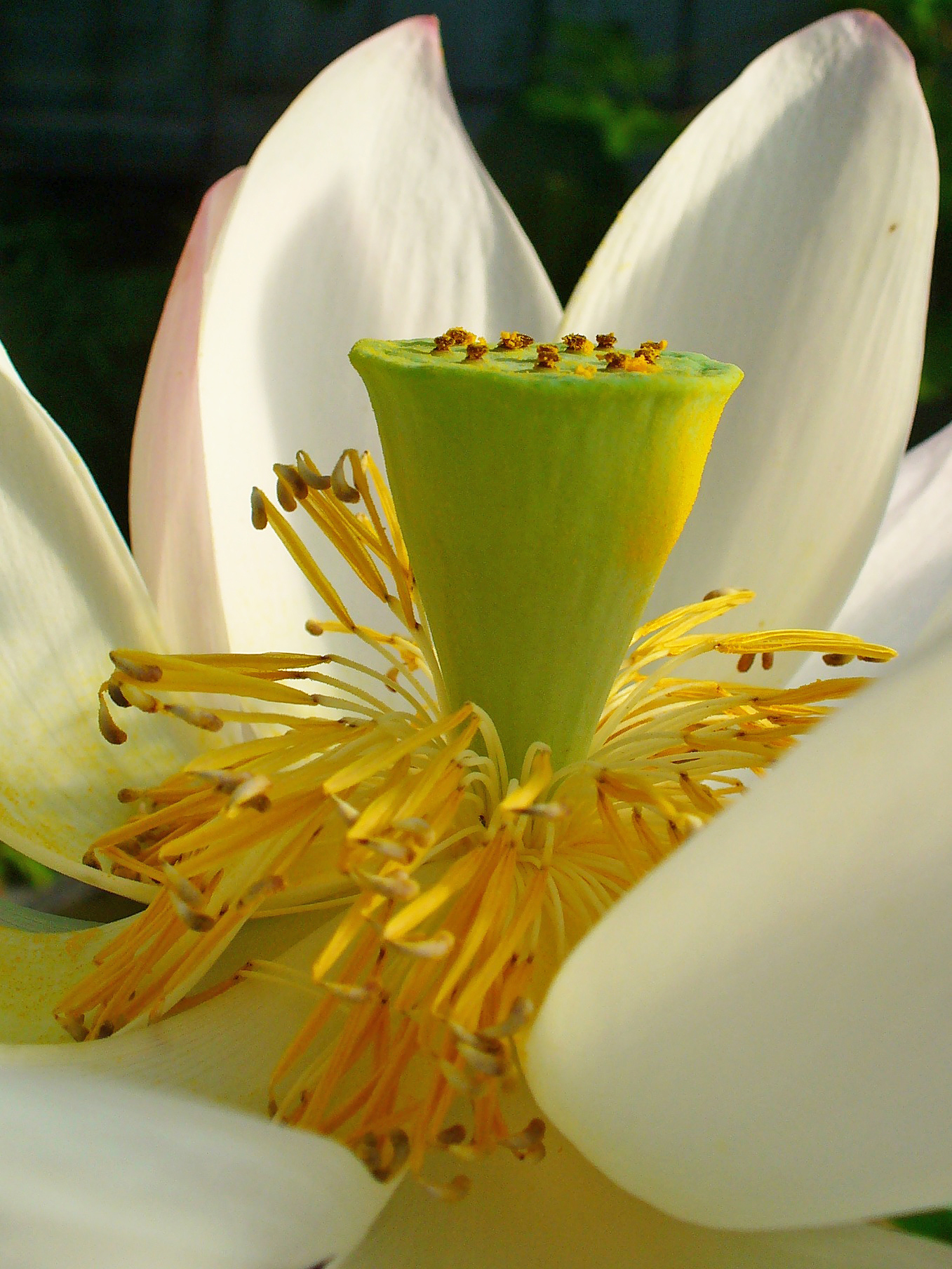
Цветок крупно
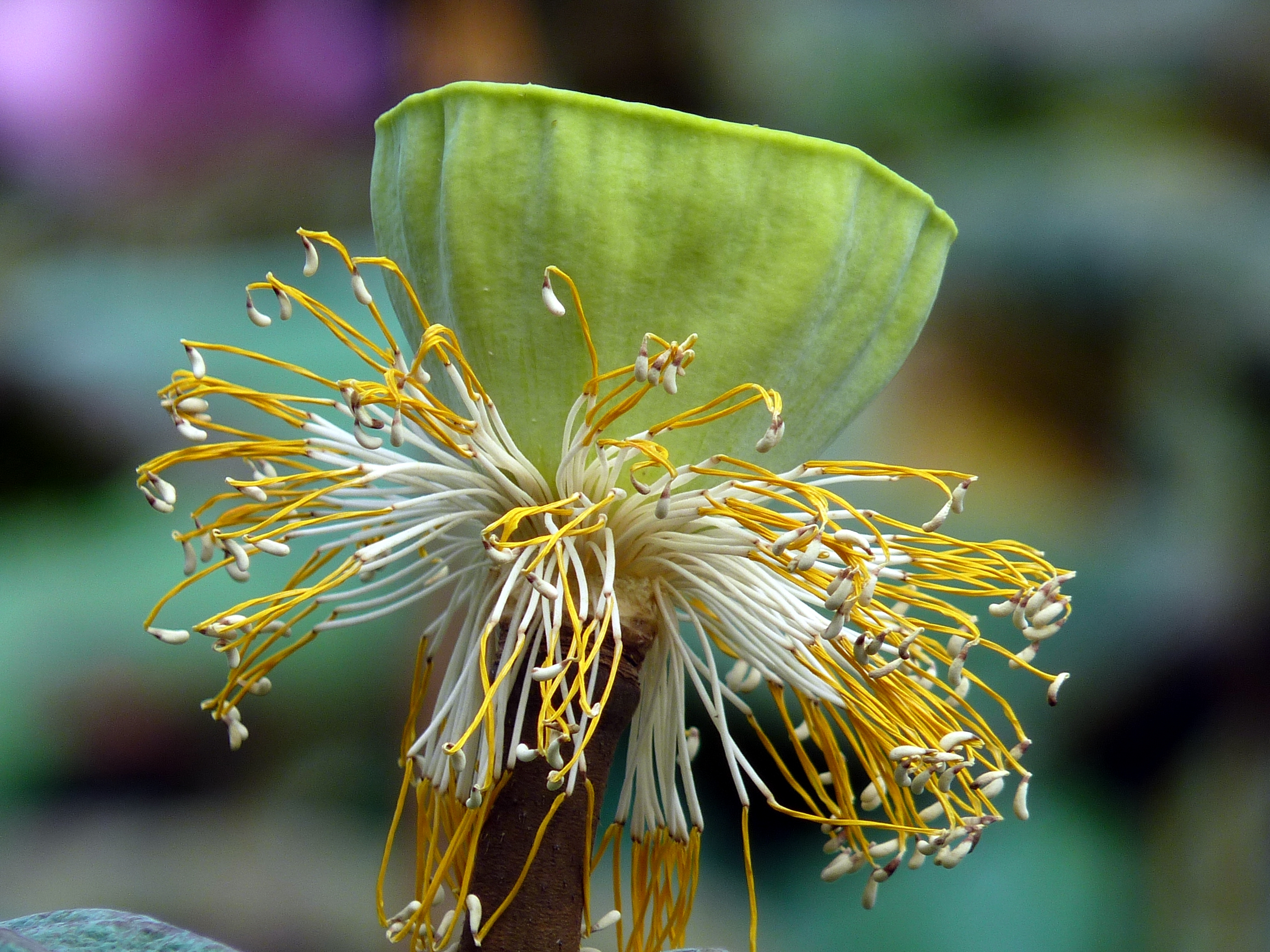
Цветоложе с опавшими лепестками
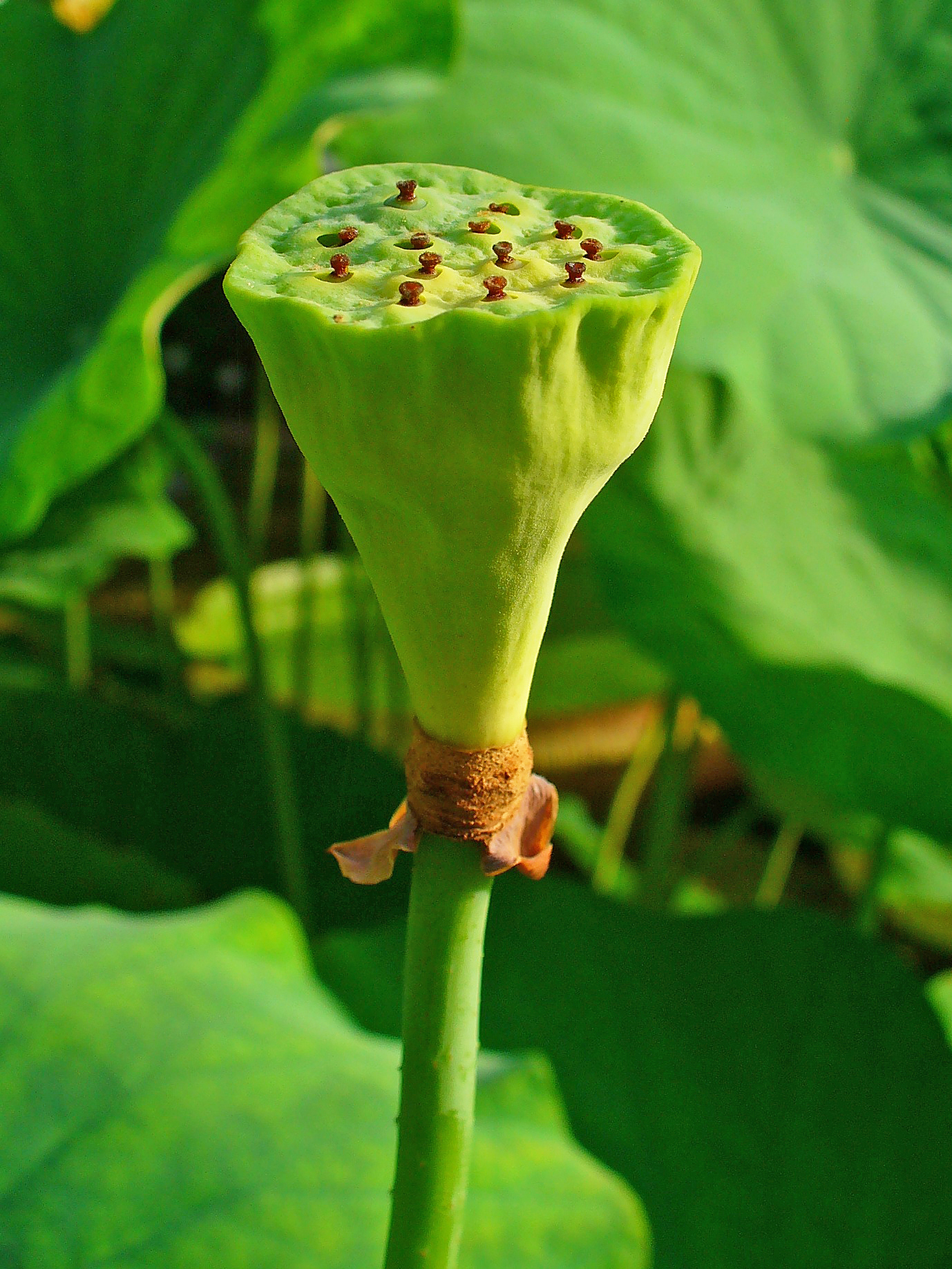
Незрелый плод
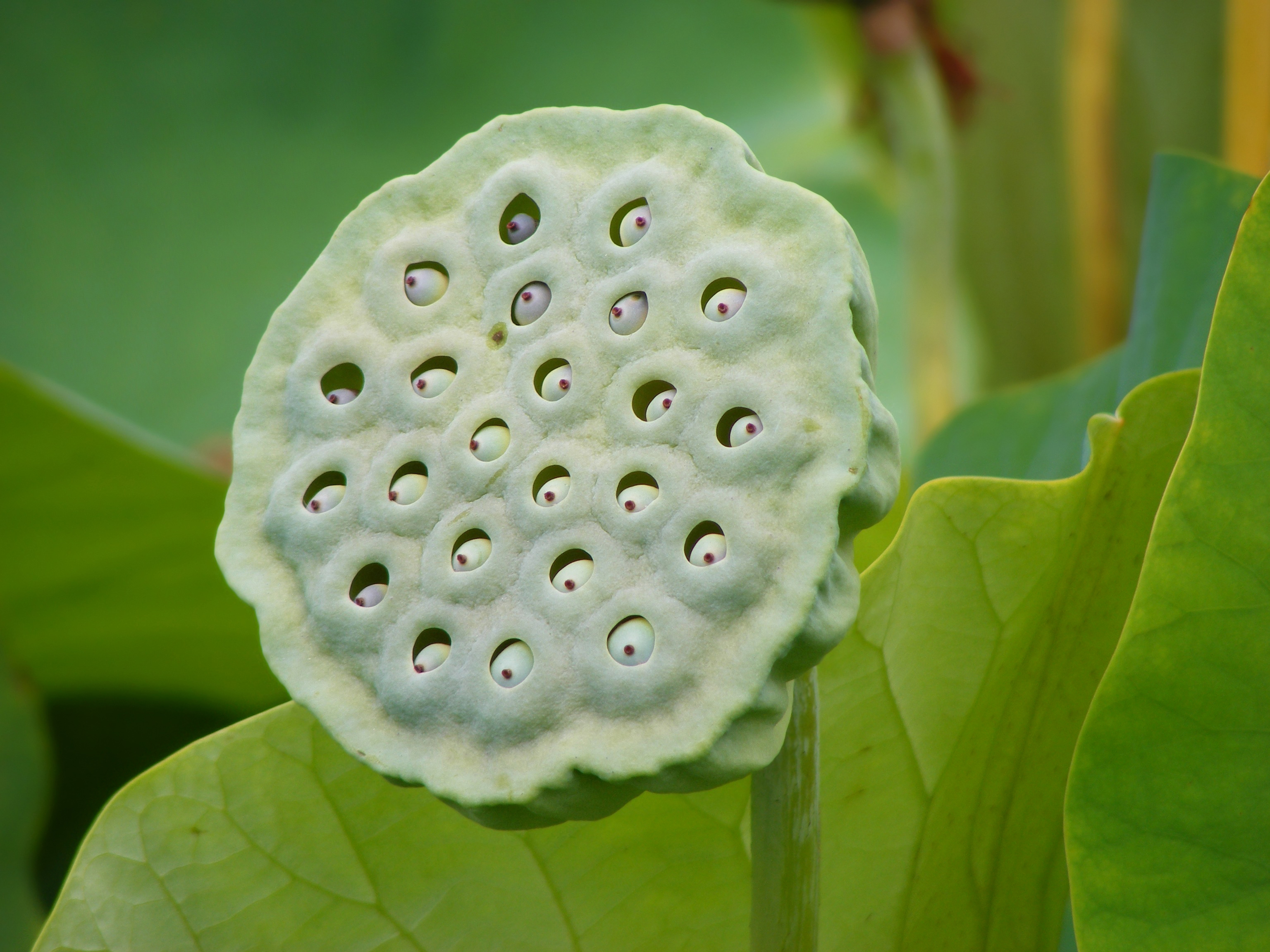
Семенная коробочка с семенами
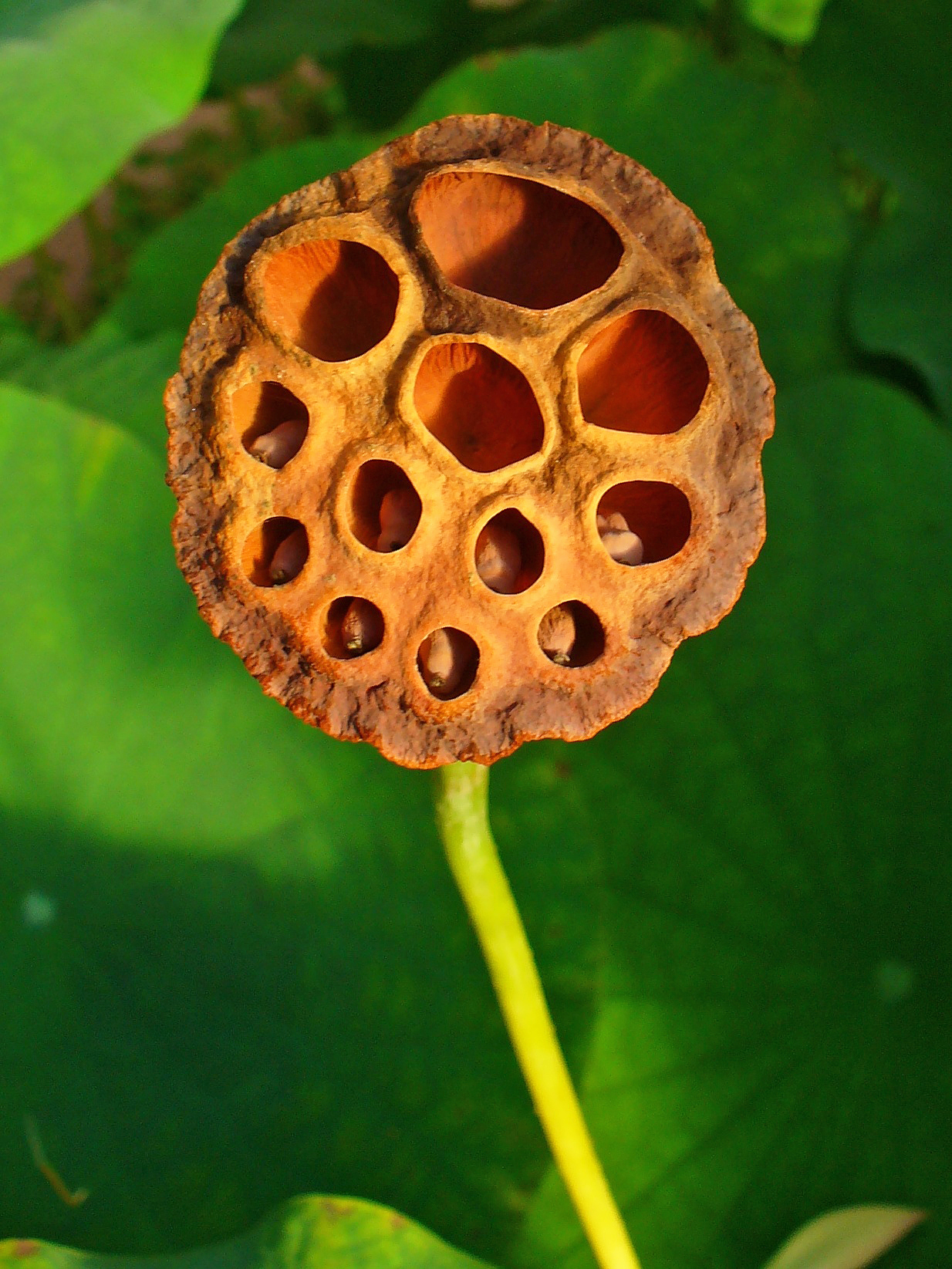
Спелая коробочка
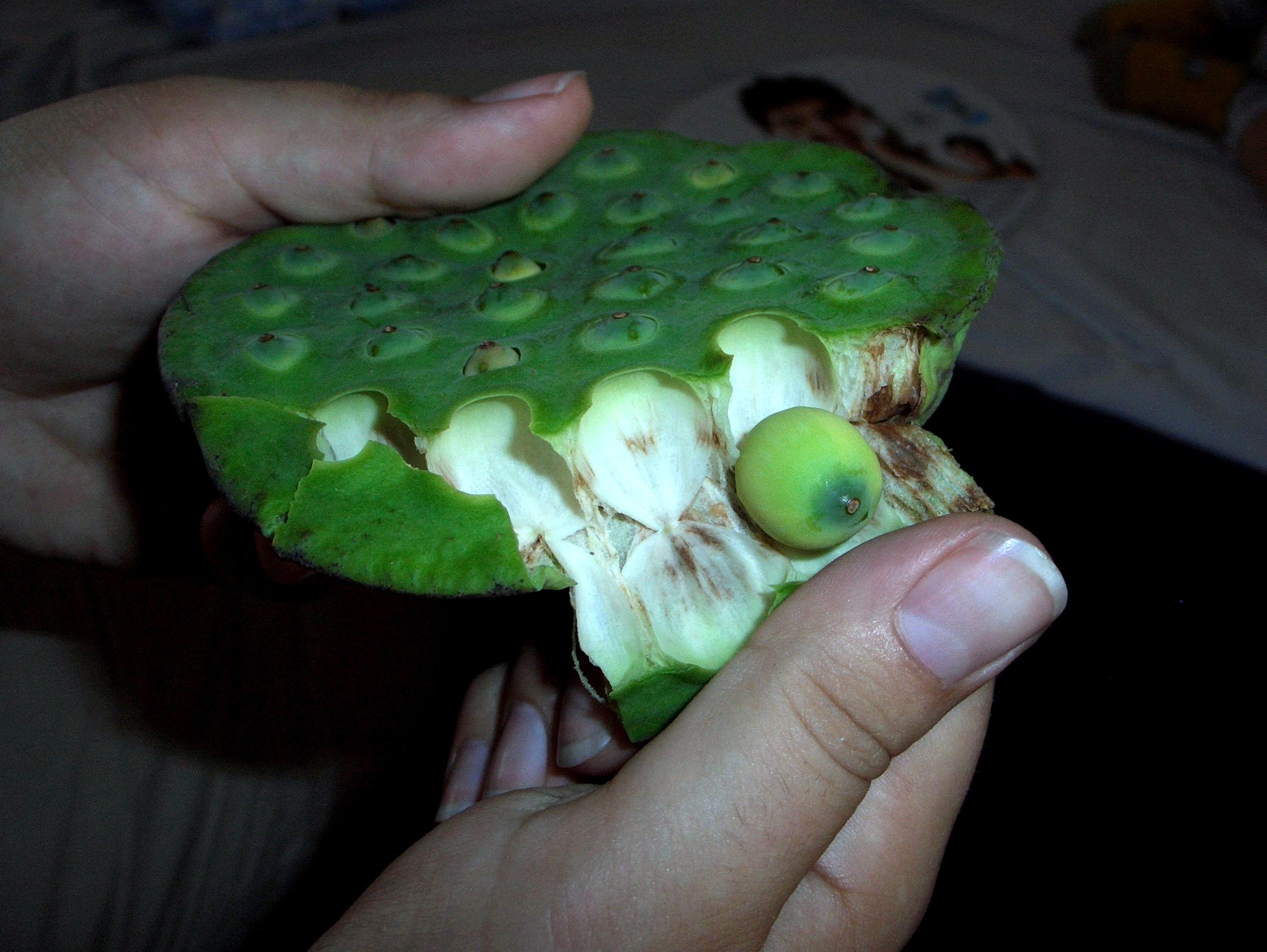
Семя внутри коробочки
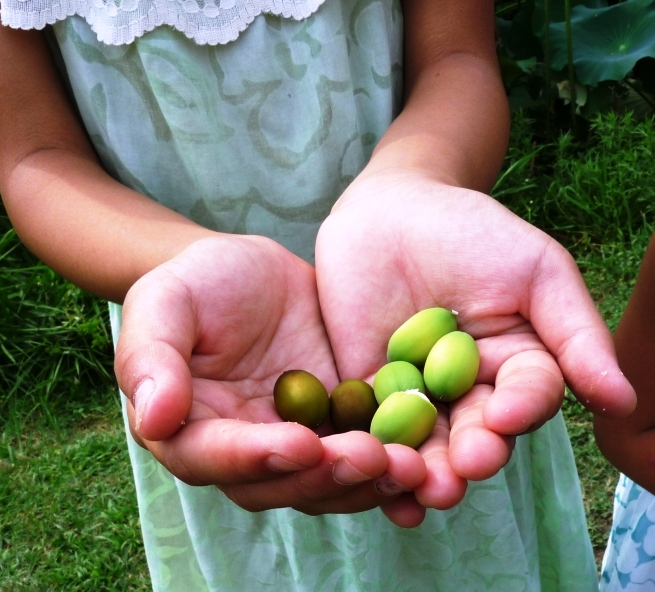
Семена

Цветоложе в форме опрокинутого конуса.
Тычинки длиной до 23 см, немного длиннее цветоложа; числом больше 300, нить тонкая; пыльник линейный, 1-2 мм; соединительный отросток булавовидный, до 7 мм длиной, загнутый.
Соплодие — многоорешек, который по форме напоминает насадку на душ. В ячейках до двадцати семян, похожих на твёрдые и крупные, коричневые орехи в плотной скорлупе. Семена-орешки свободно располагаются в ямках цветоложа.

### Генетика
Геном лотоса орехоносного был секвенирован в мае 2013 года.

### Физиология и фенология

#### Размножение

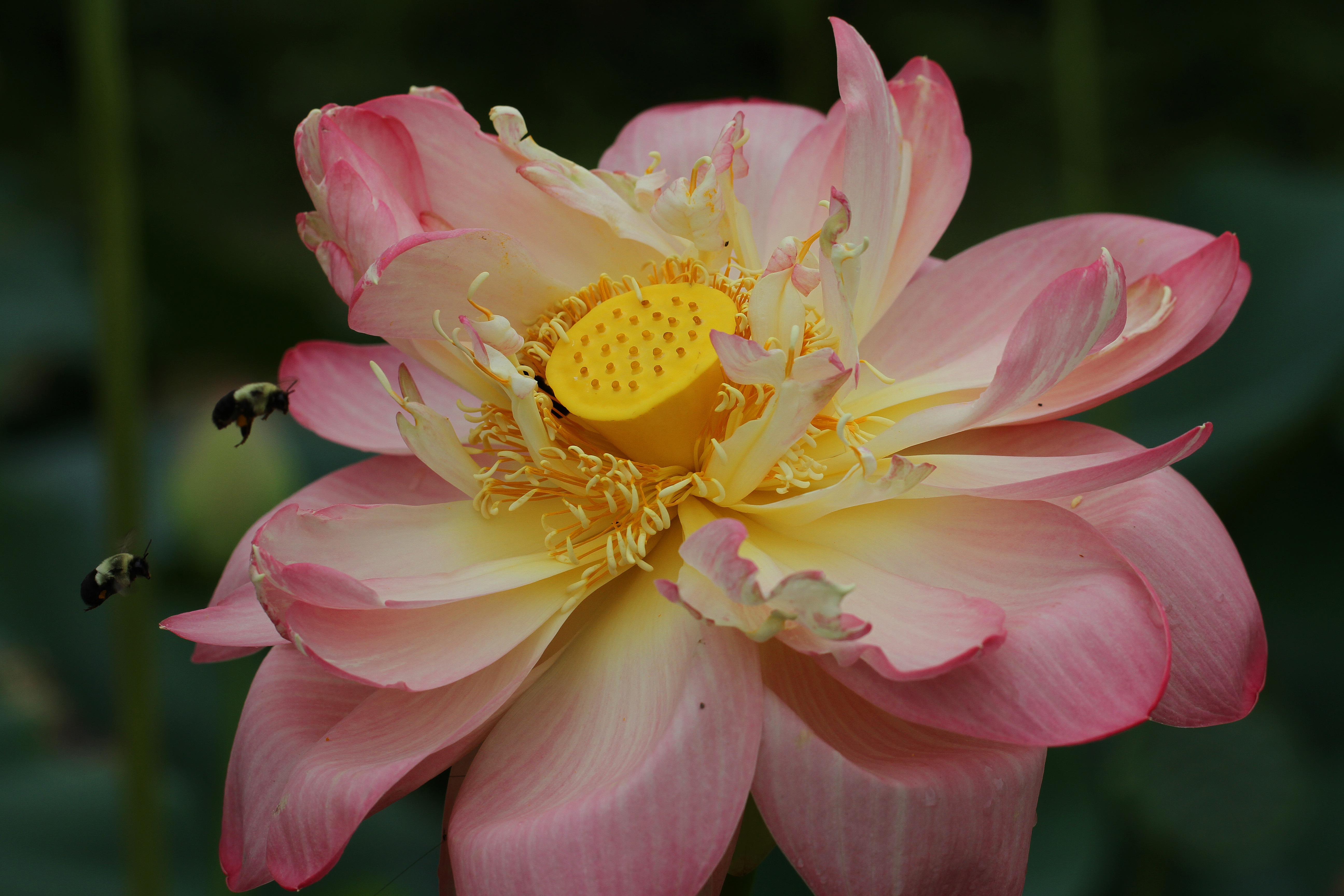

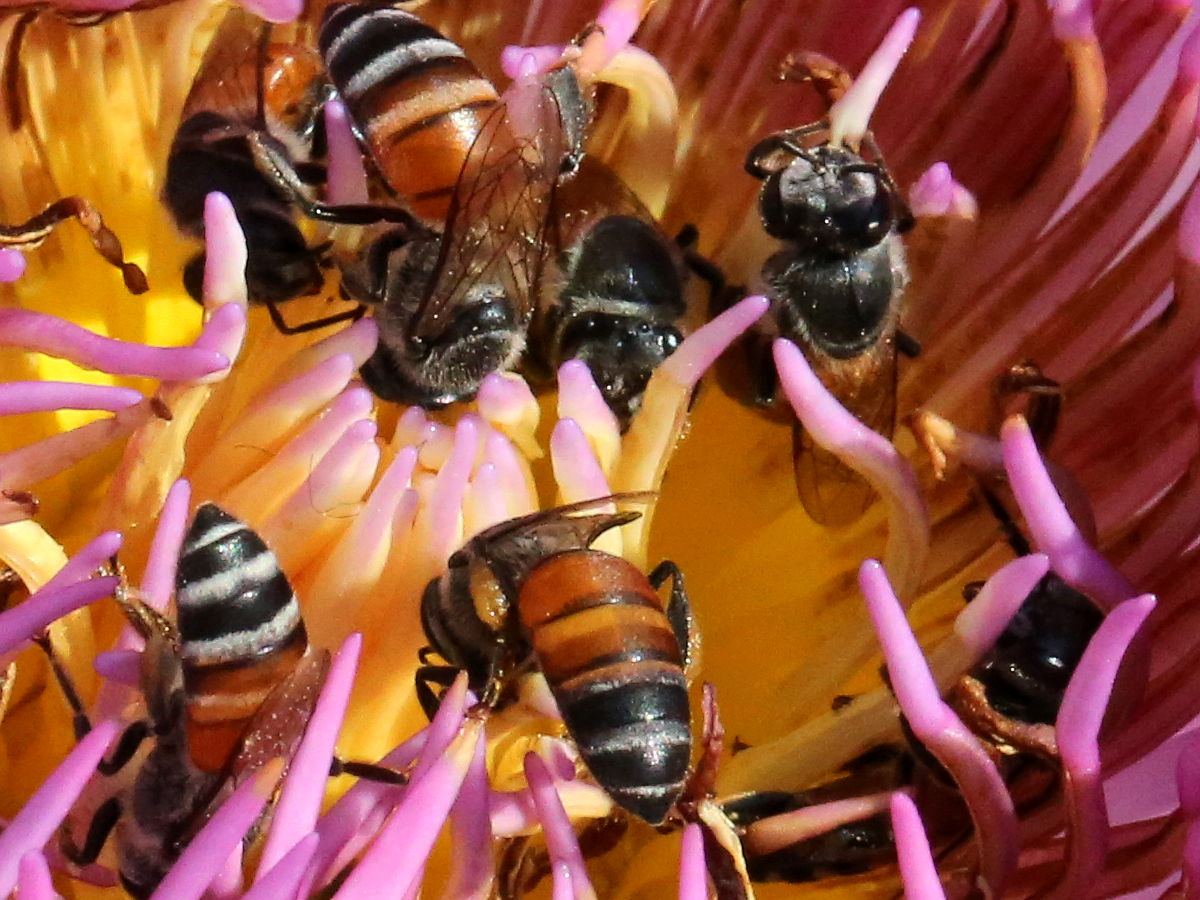

Сезон цветения лотосов в Хабаровском крае начинается во второй половине июля и заканчивается во второй половине августа. Сроки цветения на Каспии аналогичные — июль-август. Цветение длится 2-3 недели.
В первый день, когда запах самый сильный, цветок опыляется насекомыми, в последующие три дня — ветром. На нежный аромат цветков слетаются пчёлы и жуки, которые опыляют их, преимущественно до полудня. Через 3-4 дня лепестки начинают опадать. Затем опадают тычинки — мужская часть цветка. После потери лепестков и тычинок жёлтые «серединки» цветков увеличиваются в размерах, становятся зелёными, а затем и бурыми.

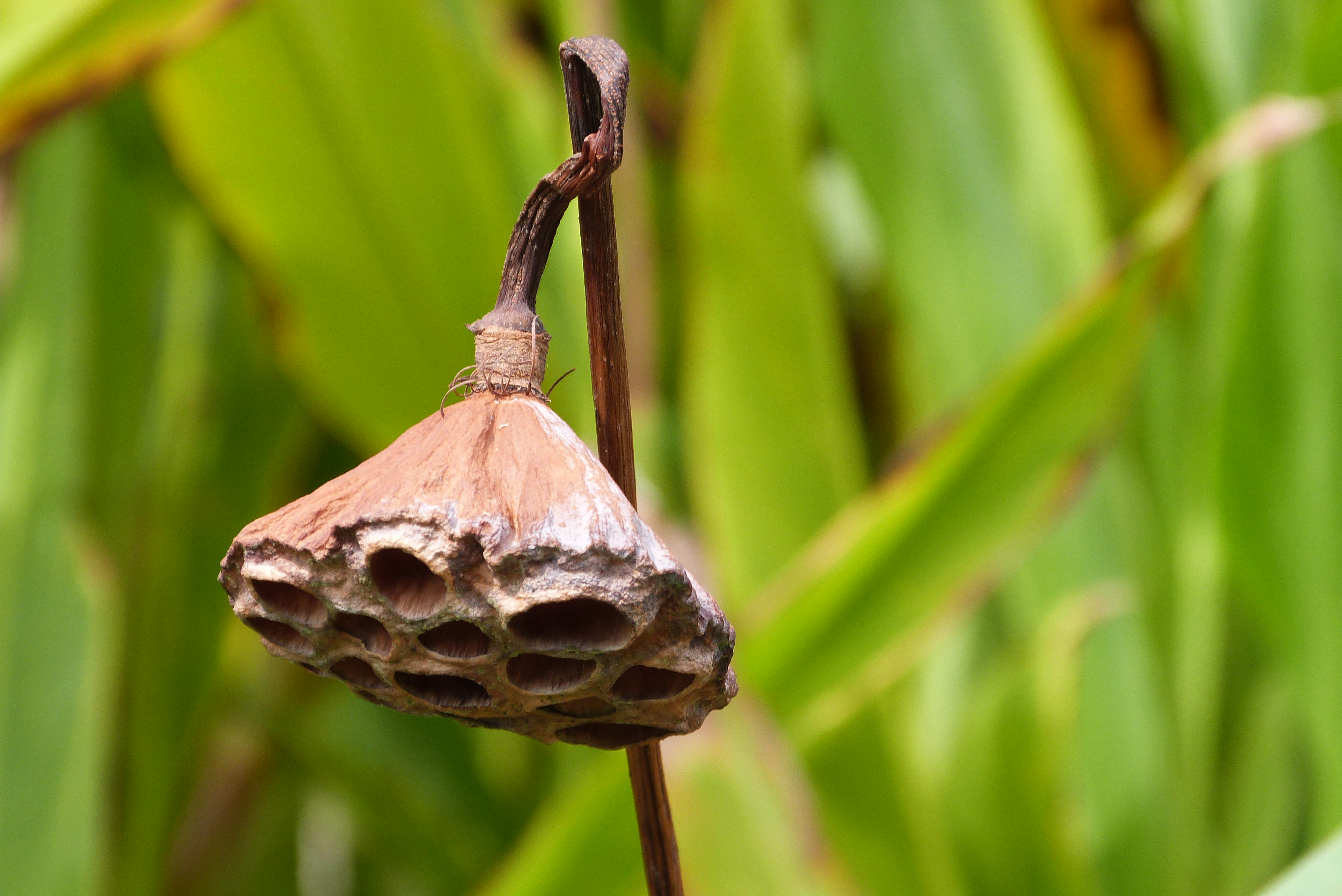

Если произошло нормальное оплодотворение, со временем стенки гнёзд — плодоложа — отходят от орешка. Осенью гибкая зона цветоножки поворачивает коробочку вниз, и созревшие орехи высыпаются в воду, плывут куда-нибудь к другим берегам, опускаются на дно, зиму лежат, их скорлупу потихоньку разрушают бактерии. А весной орешек прорастает.
Размножается главным образом с помощью корневищ, так как его семенная продуктивность невелика. Одно корневище может разрастись настолько, что поросль заполняет поле площадью 4000 гектар. Оплодотворение же происходит не во всех завязях соплодия. В тех завязях, где произошло опыление, коробочка более активно разрастается, формируется плодоложе под полноценный орешек. А где оплодотворение не произошло — остаются неоплодотворенные остатки. В некоторых случаях в одном соплодии формируется всего один орешек.
Семена могут долго не прорастать, но при этом могут сохранять жизнеспособность после длительного периода покоя. В 1994 году было успешно проращено семя лотоса, возраст которого примерно 1300 ± 270 лет.
Зимой в условиях умеренного климата надземная часть лотоса отмирает.

#### Терморегуляция
Исследователи сообщают, что лотос обладает способностью регулировать температуру своих цветов в узком диапазоне, как это делают люди и другие теплокровные животные. Роджер С. Сеймур и Пол Шульце-Мотель, физиологи из Университета Аделаиды в Австралии, обнаружили, что цветы лотоса, цветущие в Ботаническом саду Аделаиды, поддерживают температуру 30-35 °C, даже когда температура окружающего воздуха упала до 10 °C. Они подозревают, что цветы могут делать это, чтобы привлечь холоднокровных насекомых-опылителей. Исследования, опубликованные в журналах Nature и Philosophical Transactions of the Royal Society B, внесли в 1996 и 1998 годах важный вклад в области терморегуляции растений. Два других вида, которые, как известно, способны регулировать свою температуру, включают Symplocarpus foetidus и Philodendron selloum.

#### Дыхание
Чтобы обеспечить кислородом такое крупное земноводное растение, у него есть крупные воздушные сосуды в корневище и в черешках листьев. Крупные сосуды, идущие в черешке, наверху заканчиваются в самом центре листа. Если в середину такого листа попадает вода, то в солнечные дни, когда воздухообмен лотоса особенно энергичен, можно увидеть, как в самой серединке листовой пластины вода пузырит пузырьками выделяемого воздуха.

## Значение и применение
Все части растения съедобны, и применяются в лекарственных и пищевых целях.

### Пищевое применение
Лепестки, листья и корневище можно есть в сыром виде, но существует риск передачи паразитов (например, Fasciolopsis buski — плоский червь трематода-сосальщик): поэтому рекомендуется готовить их перед едой.

#### Корневище

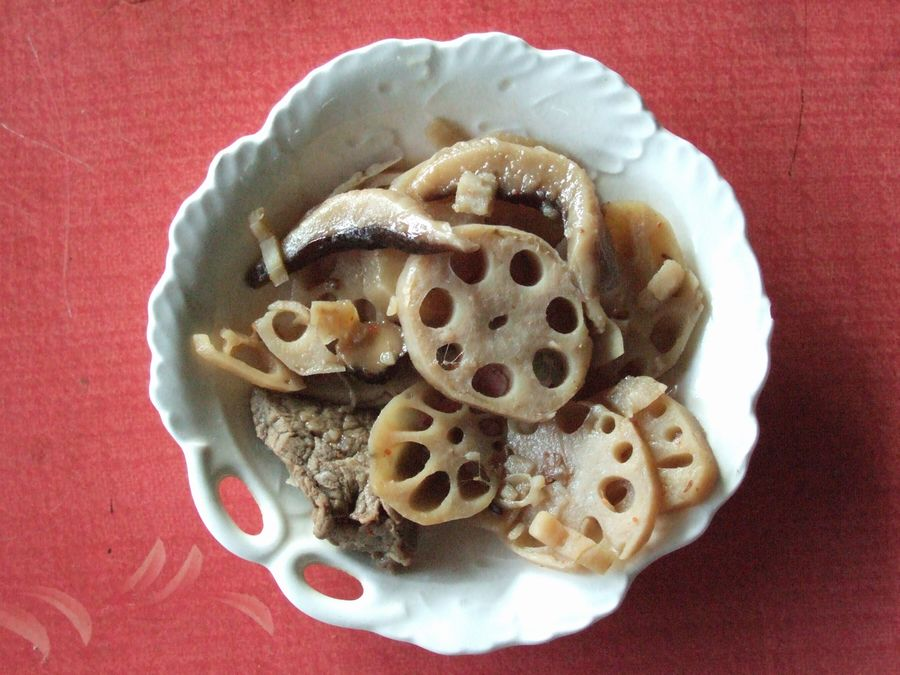
Вареные, нарезанные корни лотоса, используемые в различных азиатских кухнях.

Мощные мясистые корневища богаты крахмалом (31,2 %), содержат до 2 % аспарагина, употребляются в пищу в странах восточной Азии сырыми, вареными и поджаренными. Корневища не имеют характерного вкуса и запаха, их текстура сравнима с сырым картофелем. Связывающие и дезинтегрирующие свойства выделенного крахмала лотоса сравнивали с кукурузным и картофельным крахмалом. Показано, что крахмал лотоса лучше всего подходит в качестве адъюванта при приготовлении таблеток. При сушке корневище лотоса также превращается в муку, что является ещё одним популярным применением этого овоща.

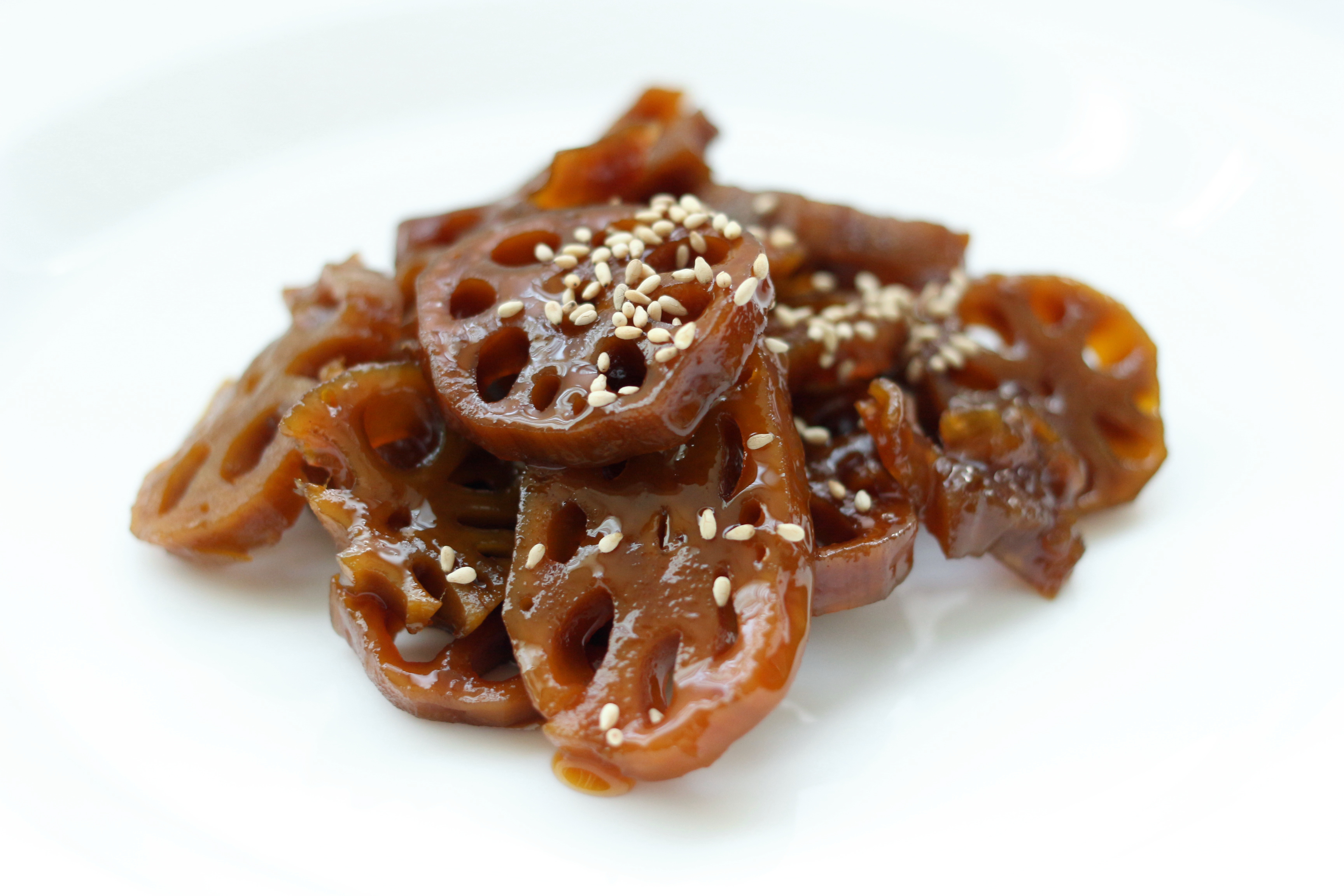
Ёнгынчжорим (연근조림) — тушёный корень лотоса. Используется в качестве гарнира или закуски для ланч-боксов или школьных завтраков

Корневища лотоса (кит. 蓮藕 lián-ǒu) употребляют в качестве овоща в странах Азии, широко в Китае, Японии и Индии, продают целиком или нарезанными, свежими, замороженными или консервированными. Их жарят или варят в основном в супах, вымачивают в сиропе или маринуют в уксусе (с сахаром, перцем чили и чесноком). Корневища лотоса имеют хрустящую текстуру со сладко-острым вкусом и являются классическим блюдом на многих банкетах, где их обжаривают во фритюре, готовят стир-фрай или фаиршируют мясом или консервированными фруктами. Также популярны салаты с креветками, кунжутным маслом или листьями кориандра.
В Корее пьют чай из корня лотоса.
На Шри-Ланке корневище лотоса — популярный овощ, и его часто готовят в соусе из кокосового молока. В Индии корень лотоса (также известный как камал какди) готовят в виде сухого карри или сабзи.
Япония является одним из основных потребителей корневищ, что составляет около 1 % всех потребляемых овощей. Япония выращивает свой собственный лотос, но по-прежнему должна импортировать 18 000 тонн корневища лотоса каждый год, из которых Китай ежегодно поставляет 15 000 тонн.

##### Хранение и коммерциализация
В настоящее время большинство корневищ потребляются в свежем виде, и их не принято хранить из-за их короткого срока хранения. Это ограничивает экспортные возможности азиатских стран с низким доходом. Корневища быстро теряют воду, происходит окисление — свежие ломтики корневища лотоса быстрой темнеют на воздухе — и меняется состав питательных веществ в течение короткого времени после сбора урожая. Оптимальная температура хранения находится в диапазоне от 5 до 8 °C.
Существует три разных подхода к хранению корневищ. Укладывая корневища, они пригодны для хранения и остаются свежими около трех недель. Специальная укладка с серебристым песком и почвой дает пять-шесть слоев, которые предотвращают потерю воды, поэтому корневище остается свежим до двух месяцев. Однако метод подходит не для коммерческого использования, а скорее для домашнего использования. Фумигация сероводородом уменьшает ферментативное потемнение и, следовательно, обеспечивает качество корневища. Погружение корневищ в солевой раствор предотвращает окисление и размножение бактерий, что обеспечивает хранение до пяти месяцев и большую экспортную способность. Эта обработка связана с высокой стоимостью и неэффективным процессом очистки корневищ перед употреблением в пищу.

##### Семена

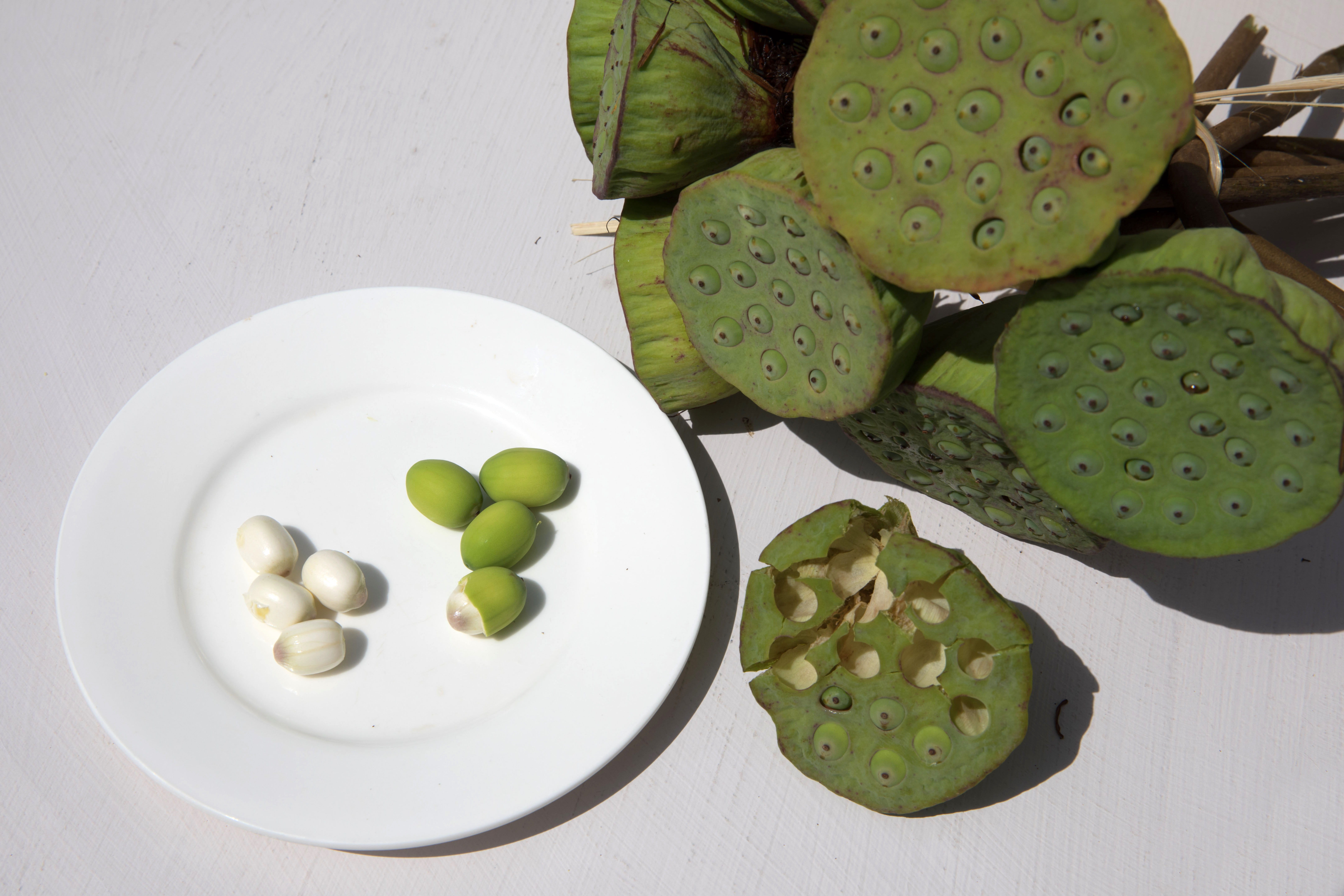
Свежие семена лотоса готовы для употребления, но не хранятся долго

Свежие семена лотоса (кит. трад. 蓮子, упр. 莲子, пиньинь liánzǐ, палл. lìhnjí) питательны и могут употребляться без кулинарной обработки, но при этом они уязвимы для микробного заражения, особенно грибковых инфекций. Поэтому на рынке представлены в основном сухие продукты на основе семян лотоса. Традиционная сушка на солнце в сочетании с обработкой древесным углем дегидрирует семена, но приводит к потере питательных веществ. Сублимированные семена лотоса имеют более длительный срок хранения и сохраняют исходные питательные вещества, а после регидратации не обнаруживается никаких различий во вкусе по сравнению со свежими семенами лотоса.
Семена лотоса, хранящиеся в сухом виде, чувствительны к влаге и заражению плесенью; исследователи продолжают изучать новые способы сохранения свежих семян лотоса, такие как радиационное облучение.
Семена лотоса используют для начинки в пироге юэбин, приготовляют лапшу из семян лотоса, пасту, ферментированное молоко, рисовое вино, мороженое, попкорна (пхул махана) и других продуктов, при этом семена лотоса являются основным сырьем. Традиционная восточная медицина утверждает, что свежее вино из семян лотоса утоляет жажду, заживляет селезенку и обладает противодиарейными свойствами после употребления, что связано с неуказанными биологически активными соединениями. Чай из семян лотоса пьют в Корее, а чай из проростков лотоса пьют в Китае и Вьетнаме.

##### Стебли
Молодые стебли лотоса используются в качестве ингредиента салата во вьетнамской кухне, а также в качестве овощного ингредиента для некоторых супов и карри в Таиланде, таких как кеанг сом сай буа (тайск. แกงส้มสายบัว кислый суп из стеблей лотоса) и кеанг кати сай буа (แกง). กะทิสายบัว, стебель лотоса в карри из кокосового молока) В северных и восточных регионах Индии стебель цветка используется для приготовления супа, Камал Гатте Ки -Сабджи (хинди कमल गट्टे की सब्जी) и аппетизе, Камал Какди Пакоде (хинди कमल पकौडे पकौडे). В штатах Южной Индии стебель лотоса нарезают ломтиками, маринуют в соли для сушки, высушенные ломтики обжаривают и используют в качестве гарнира. В Керале (малаял. താമര) и Тамил Наду этот конечный продукт называется тамара ватал.

##### Листья
В Китае и Корее готовят чай из листьев лотоса (кор. 연잎차, yeon’ip-cha).

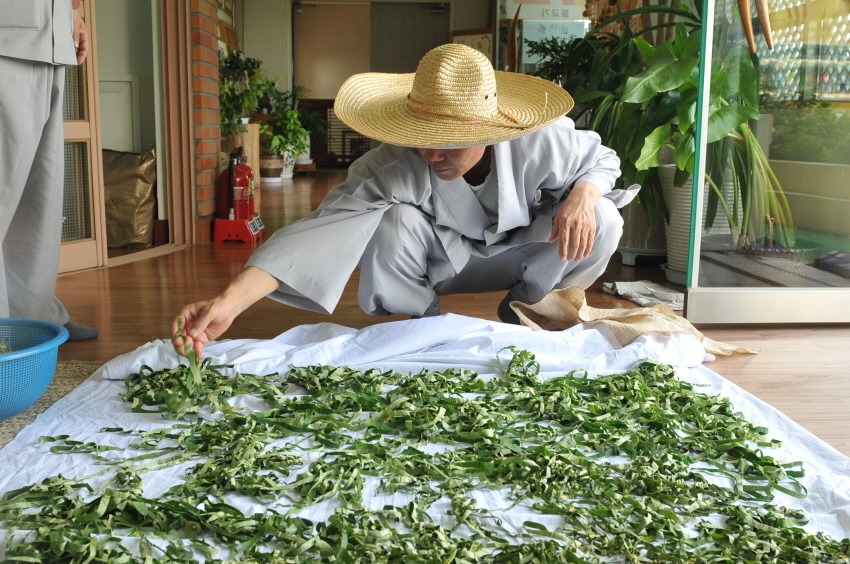
Листья лотоса нарезают и высушивают. Затем заваривают как чай

Листья также используется в качестве обертки для пропаренного риса, клейкого риса и других приготовленных на пару блюд в кухне Юго-Восточной Азии, таких как клейкий рис с начинкой из курицы (кит. трад. 糯米雞) в китайской кухне, или као хор бай буа (тайск. ข้าวห่อใบบัว), жареный рис, завернутый в лист лотоса, в тайской кухне.
Вьетнамцы также используют листья лотоса, чтобы обернуть зелёный молодой рис, Cốm, который едят осенью. Листья придают уникальный аромат мягкому влажному рису.

##### Цветки
В Корее чай из цветков лотоса (кор. 연꽃차 yeon’kkot-cha) готовят из высушенных лепестков белого лотоса. Тычинки можно высушить и приготовить из них ароматный травяной чай (кит. трад. 蓮花 茶, пиньинь liánhuā cha) или использовать для придания аромата чайным листьям (особенно во Вьетнаме). Этот вьетнамский чай из лотоса называется trà sen, chè sen или chè ướp sen.

### Использование в водоподготовке
Nelumbo nucifera демонстрирует большой потенциал для использования в очистке сточных вод для удаления загрязняющих соединений и тяжелых металлов. Он может расти в различных условиях воды и при низкой интенсивности света. Различные исследования показывают успешное использование N. nucifera для противодействия эвтрофикации воды. Плавающие и надводные листья лотоса уменьшают попадание солнечного света в нижнюю толщу воды. Это подавляет рост водорослей в водных системах N. nucifera и, таким образом, содержание кислорода на 20 % выше, чем в других водных растительных системах.
Из-за интенсивной сельскохозяйственной практики загрязнение азотом и фосфором является серьёзной проблемой для водных систем. N. nucifera способен усваивать более высокое содержание фосфора, чем водные растения, используемые в настоящее время для очистки воды (например, водяной гиацинт). Он также усваивает азот («денитрификация») и создает среду обитания для роста бактерий в водоеме. Благодаря ризофильтрации тяжелые металлы, включая мышьяк, медь и кадмий, могут быть эффективно удалены из воды. Наблюдаемые результаты впечатляют: 96 % меди и 85 % кадмия удаляются после семидневного инкубационного периода. Накопление тяжелых металлов не показывает морфологических признаков токсичности металлов, однако качество корневища для потребления человеком требует дальнейшего изучения.

### Использование в биоинженерии
Nelumbo nucifera содержит некоторые термостабильные белки, которые могут быть полезны в процессах белковой биоинженерии. Белки характеризуются долговечностью семян и используются для защиты и восстановления клеток в условиях стресса. Есть также несколько указаний на то, что соединения N. nucifera используются при изготовлении лекарств в исследованиях здоровья человека для различных целей.

### Медицинское применение
Содержащиеся в лотосе полезные вещества обладают антисептическим действием, повышают свёртываемость крови, снимают судороги, а отвар заживляет раны. Собирают листья в течение лета, нарезают на мелкие кусочки и засушивают. Готовят отвары, чаи и настойки, делают порошки и добавляют в пищу.
В зародышах семян Nelumbo nucifera найден бис-бензилизохинолиновый алкалоид Неферин, который по данным доклинических исследований ингибирует пролиферацию и миграцию раковых клеток. Помимо противоракового действия Неферин обладает целым рядом иных терапевтических эффектов, таких как: антидиабетическое, антивозрастное, антимикробное, антитромботическое, антиаритмическое, противовоспалительное действие и даже способен противодействовать ВИЧ-инфекции

### Прочее применение
Цветы используют во флористике. Семенные коробочки, напоминающие носики лейки, используют в свежем виде для букетов, аранжировок и декора, или высушивают и используют для сухих букетов. Они широко продаются по всему миру в декоративных целях и для создания сухих цветочных композиций.
В Азии лепестки иногда используют для гарнира, а большие листья используют в качестве обертки для еды, которую едят по особым случаям (например, в качестве обертки для цзунцзы).
Уникальная ткань под названием лотосовый шелк из волокон растения лотоса производится только на озере Инле в Мьянме и в Сиемреапе в Камбодже. Эта нить используется для плетения специальных одеяний для изображений Будды, называемых кья тхинхан (одеяние лотоса).

## История
Следы первобытного использования лотоса орехоносного обнаружены в неолитическом поселении Башидан в провинции Хунань КНР.

## Замечание по охране

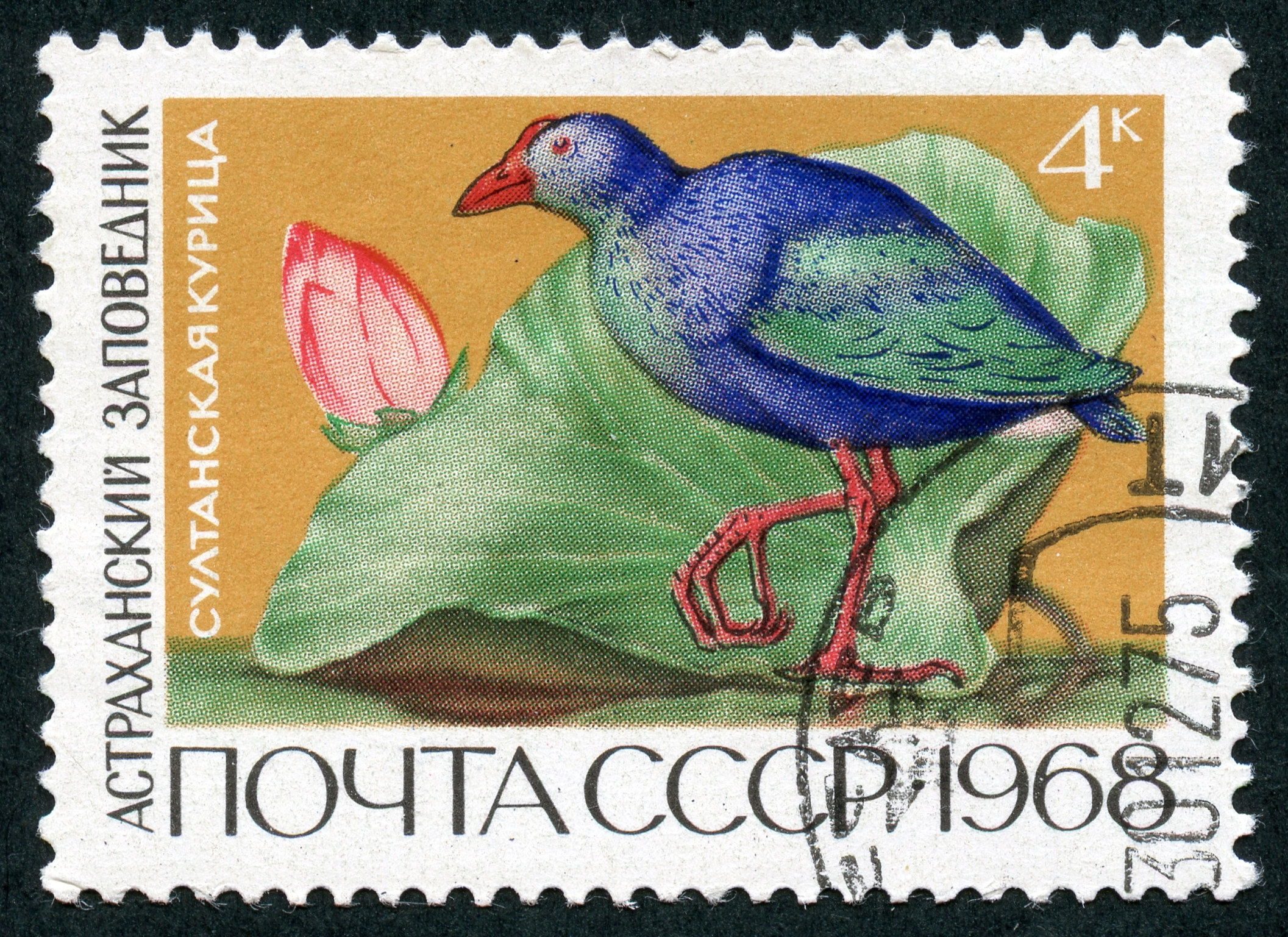
Марка СССР 1968 года. Султанская курица и каспийский лотос (Астраханский заповедник). Серия: Фауна заповедников СССР

Все лотосы в России — редкие растения, реликт третичной флоры, находящийся под угрозой исчезновения на северном пределе своего ареала, находятся под охраной государства.
Лотос орехоносный Занесён в Красные книги: Российской Федерации (категория — редкий вид), Амурской области, Астраханская области, Еврейской автономной области, Приморского края, республики Дагестан, республики Калмыкия и Хабаровского края.
Популяции лотоса охраняются в Астраханском и Ханкайском заповедниках, в памятнике природы на острове Путятина. Отмечен в границах следующих Особо охраняемых природных территорий:
- Амурская область: Хинганский заповедник, Амурский заказник (в том числе Озеро Осиновое), Смирновский заказник, Лотос Комарова (Архаринский район), Озеро Цветочное (Архаринский район)
- Астраханская область: Астраханский заповедник
- Еврейская автономная область: Заросли лотоса (Биробиджанский район), Озеро Лебединое, Озеро Утиное (Октябрьский район)
- Республика Дагестан: Аграханский заказник, Дагестанский заповедник, Самурский заказник
- Приморский край: Ханкайский заповедник
- Хабаровский край: Большехехцирский заповедник (лотос был отмечен в 2020 г)[62]

После 2000 года уровень Каспия стабилизировался с тенденцией к понижению. Уровень половодий таков, что лотосу есть куда активно нарастать — ему нужны песчаные отмели и илистые косы. Последующие маловодные годы усилили процессы зарастания лотосом южной части участков Астраханского заповедника. По подсчётам, их общая площадь в дельте Волги — уже более 50 тыс. гектар. Такая «экспансия» лотоса начала порождать мнения о том, что этот вид уже не заслуживает краснокнижного статуса.

### Лимитирующие факторы
Загрязнение и осушение водоёмов, сбор цветков и плодов и вылавливание со дна корневищ в декоративных и пищевых целях. По берегам лотос охотно поедают дикие кабаны и домашний скот. Заиливание озёр и изменение режима рек, строительство плотин, иногда выпас скота. Большой урон наносят зарослям кабаны.

## Классификация
Лотос часто путают с настоящими водяными лилиями рода Nymphaea, в частности Nymphaea caerulea, «голубым лотосом». Фактически, несколько более старых систем, таких как система Бентама и Гукера (которая широко используется на Индийском субконтиненте), относятся к лотосу его старым синонимом Nymphaea nelumbo. Однако цветки лотоса заметно отличаются от цветков водяных лилий, прежде всего из-за обратноконического цветоложа (в форме конуса мороженого) в центре, в который утоплены многочисленные свободные плодолистики.
Хотя все современные системы таксономии растений согласны с тем, что этот вид принадлежит к роду Nelumbo, системы расходятся во мнениях относительно того, к какому семейству следует отнести Nelumbo , или должен ли род принадлежать к своему собственному уникальному семейству и отряду. Согласно системе APG IV, Nelumbo nucifera, лотос жёлтый (Nelumbo lutea) и их вымершие родственники относятся к порядку Протеецветные (Proteales) по результатам генетических сравнений. Более старые системы, такие как система Кронквиста, помещают N. nucifera и его родственников в порядок Nymphaeles на основании анатомического сходства.
Согласно классификации APG IV, к ближайшим родственникам Nelumbo относятся семейство Платановые (Platanaceae). Их изолированное филогенетическое положение указывает на то, что и Nelumbo, и Platanus могут быть живыми ископаемыми (единственными оставшимися в живых из древней и ранее гораздо более разнообразной группы).
Впервые семена лотосов с Каспия собрал в 1764 году академик Иоганн Фальк в Чулпанском заливе, в окрестностях Астрахани, и послал их своему учителю — Карлу Линнею. Поскольку Линней уже был знаком с этим растением, он легко определил его. Позже, в 1832 году, лотос каспийский (Nelumbo caspica) как самостоятельный вид описал известный ботаник А. Г. Фишер. А в 1921 году другой ботаник — Н. Л. Чугунова-Сахарова впервые обследовала заросли Лотоса в дельте Волги, с этого времени и началась их охрана (Нина Львовна — одна из организаторов Астраханского биосферного заповедника).

### Синонимика

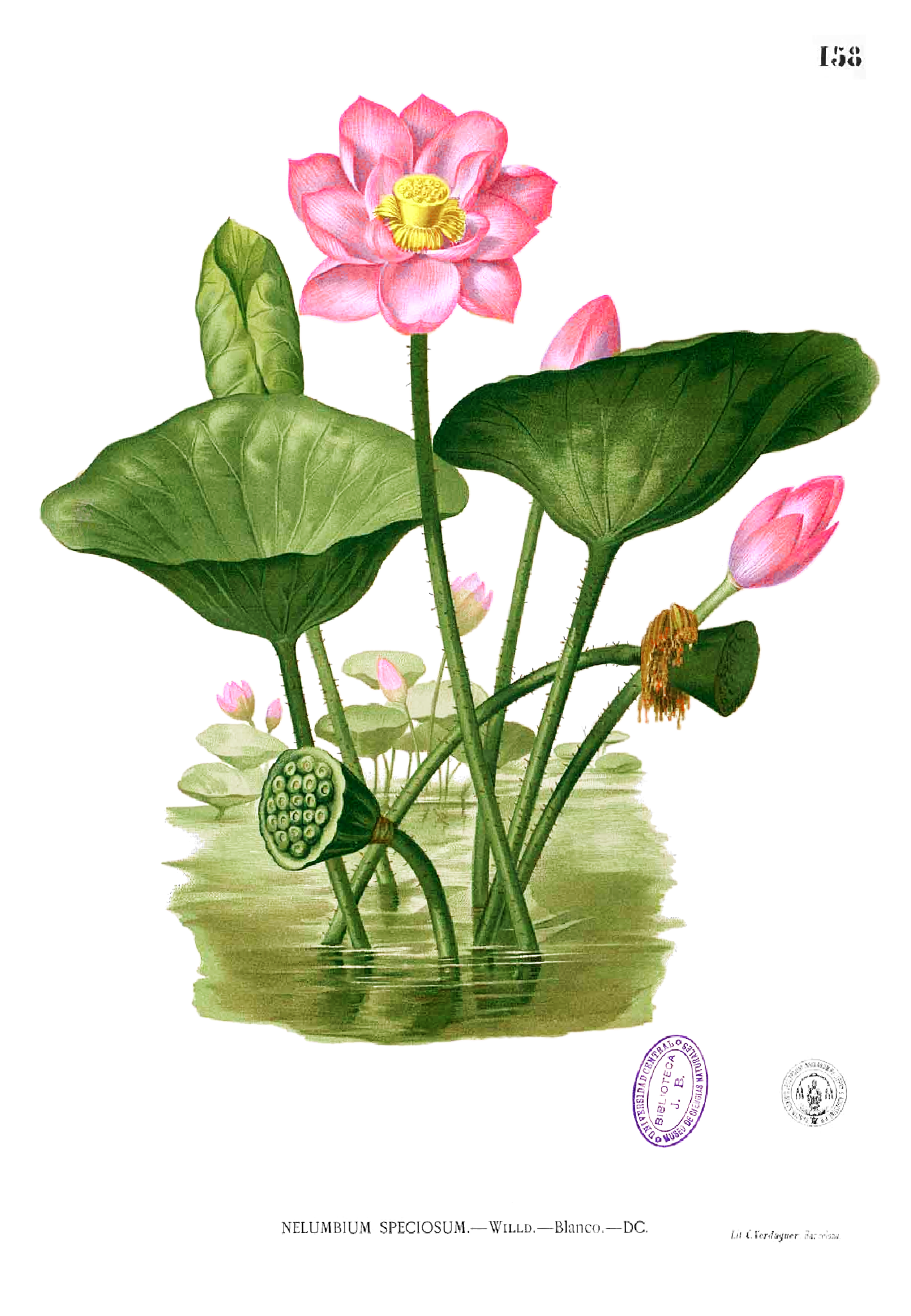
Лотос Комарова.

В синонимику вида входят следующие названия:
- Nelumbium album Bercht. & J. Presl, 1823
- Nelumbium asiaticum Rich., 1811
- Nelumbium caspicum Fisch. ex DC.
- Nelumbium caspium Eichw.
- Nelumbium discolor Steud., 1841
- Nelumbium indicum Poir., 1797
- Nelumbium javanicum Poir., 1797
- Nelumbium marginatum Steud., 1841
- Nelumbium nelumbo Druce
- Nelumbium nuciferum Gaertn.
- Nelumbium rheedii C.Presl, 1835
- Nelumbium speciosum Willd., 1799
- Nelumbium speciosum var. caspicum Fisch. ex DC., 1821
- Nelumbium tamara Sweet, 1826
- Nelumbium tranversum C.Presl, 1835
- Nelumbium turbinatum Blanco, 1837
- Nelumbium venosum C.Presl
- Nelumbo caspica (Fisch.) Schipcz. — Лотос каспийский
- Nelumbo caspica Fisch.
- Nelumbo indica Pers.
- Nelumbo komarovii Grossh., 1940 — Лотос Комарова. Выделение этого вида было предложено советским ботаником А. А. Гроссгеймом; вид был назван в честь ботаника и фитоценолога Владимира Леонтьевича Комарова (1869—1945).
- Nelumbo nelumbo (L.) H.Karst.
- Nelumbo nucifera var. microrhizomata Nakai
- Nelumbo speciosa Willd.
- Nelumbo speciosa var. alba F.M. Bailey, 1885
- Nymphaea nelumbo L., 1753
- Tamara rubra Roxb. ex Steud., 1841
- Tamara alba Roxb. ex Steud., 1841
- Tamara hemisphaerica Buch.-Ham. ex Pritz.

### Дочерние таксоны
По данным GBIF на декабрь 2022 года вид не имеет разновидностей и подвидов, но по результатам генетического анализа имеет три таксона с неопределенным статусом:
- SH0917681.09FU (cf. Nelumbo nucifera)
- SH0917682.09FU (cf. Nelumbo nucifera)
- SH0917684.09FU (cf. Nelumbo nucifera)

## Выращивание
Лотос орехоносный растёт в воде на глубине до 2,5 м. Минимальная глубина воды составляет около 30 см. В более холодном климате такой низкий уровень воды, которая быстрее нагревается, способствует лучшему росту и цветению. Семена лотоса прорастают при температуре выше +13 °C. Большинство сортов не морозоустойчивы. В вегетационный период с апреля по сентябрь (северное полушарие) необходимая средняя дневная температура составляет от 23 до 27 °C. В регионах с низким уровнем освещенности зимой у священного лотоса есть период покоя. Корневище не является морозостойким, но может выдерживать температуры ниже 0 °C, если они покрыты изолирующим покрытием из воды или почвы. В зимнее время корни следует хранить в защищенном от мороза месте.

### Посадка
Лотосу орехоносному требуется богатая питательными веществами суглинистая почва. В начале летнего периода (с марта по май в северном полушарии) небольшая часть корневища хотя бы с одним глазком высаживается либо в пруды, либо прямо в затопляемое поле. Есть несколько других способов размножения семенами или почками. Кроме того, культура тканей является многообещающим методом размножения в будущем для производства больших объёмов однородных, точных по типу, свободных от болезней материалов.
Первым шагом выращивания в массовых масштабах является вспашка сухого поля. Один раунд навоза вносится через десять дней перед затоплением поля. Чтобы поддержать быстрый начальный рост, уровень воды поддерживают на относительно низком уровне и повышают по мере роста растений. Затем максимум примерно 4000 на гектар с шагом сетки 1,2 на 2 метра используются для посадки непосредственно в грязь 10-15 см ниже поверхности почвы.

### Сбор урожая
Столоны готовы к сбору через два-три месяца после посадки. Собирать их нужно до цветения. Сбор столона осуществляется вручную. Для этого шага поле не осушается. Вытягивая и встряхивая молодые листья на мелководье, столоны вытаскивают из воды.
Через три месяца после посадки можно собирать первые листья и цветы. Цветы можно собирать каждые два дня летом и каждые три дня в холодное время года. Через четыре месяца после посадки цветение достигает своего апогея. Сбор цветов обычно производится вручную в течение трех-четырёх месяцев.
Семена и семенные коробочки можно собирать, когда они становятся чёрными через четыре-восемь месяцев после посадки. После сушки на солнце в течение двух-трех дней их обрабатывают механическими инструментами для отделения семенных оболочек и зародышей.
Корневища созревают до пригодной для употребления в пищу стадии примерно через шесть-девять месяцев. Ранние сорта собирают с июля по сентябрь, а поздние сорта — с октября по март после осушения прудов или полей. Большие, богатые крахмалом корневища легко выкопать из осушенной почвы. В мелкосерийном производстве их собирают вручную с помощью инструментов, похожих на вилки. В Японии и на крупных фермах ручной труд на уборке урожая полностью заменён машинами.

### Сорта и направления
Сорта лотоса были классифицированы в зависимости от их использования на три направления: корневищные сорта, семенные и цветочные. Сорта, демонстрирующие более одной из этих характеристик, классифицируются по наиболее сильному признаку. Что касается производственных площадей в Китае, корневищный лотос имеет наибольшую площадь — 200 000 га, за ним следует семенной лотос — 20 000 га (49 000 акров).

## Культурное и религиозное значение

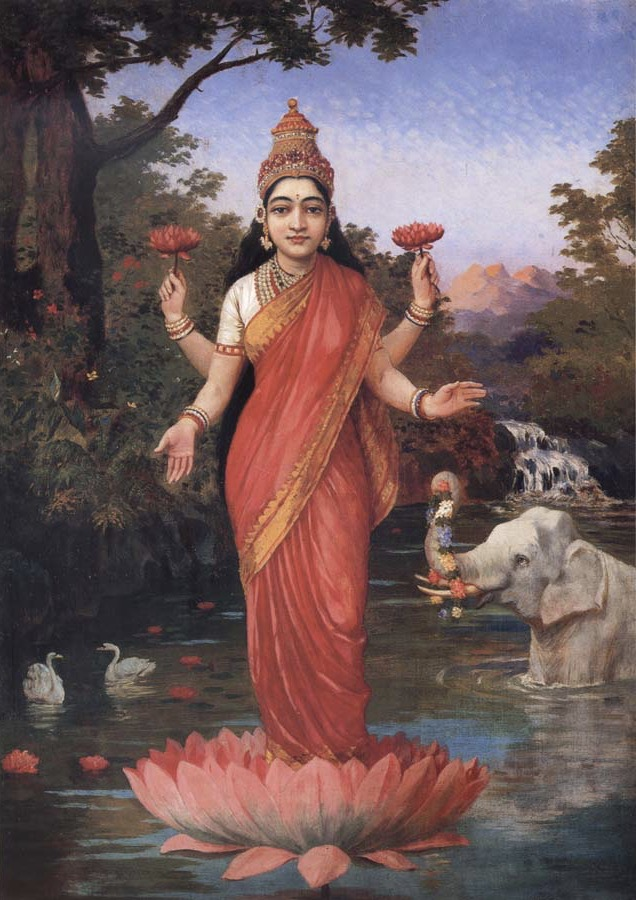
Богиня Лакшми. Картина Рави Варма, между 1848 и 1906, масло на холсте

Nelumbo nucifera — вид лотоса, имеющий историческое, культурное и духовное значение.
В триаде мифопоэтических символов из цветочного кода «роза — лилия — лотос» лотос выступает в роли бесспорного фаворита в культуре востока: наибольшее распространение этот мифопоэтический образ получил в мифологии Египта, Индии и Китая, выступая в качестве алломорфа мирового яйца, рождающего вселенную — «…боги, особенно в Египте и Индии, выходят из цветка лотоса».
Это священный цветок как в индуизме, так и в буддизме, представляющий путь к духовному пробуждению и просветлению. В китайской мифологии образ лотоса связан с чистотой и целомудренностью, является одной из восьми эмблем удачного предсказания, а также символизирует производительную силу.
В христианстве цветок лотоса часто ассоциируется с апостолом Фомой и его приходом в Индию. Он также был важным символом в Древнем Египте, где он представлял путь от смерти к возрождению и загробной жизни.
В азиатском искусстве встречается трон лотоса — стилизованный цветок лотоса, используемый в качестве сиденья или основания для фигуры. Это обычный пьедестал для божественных фигур в буддийском и индуистском искусстве, который часто можно увидеть в джайнском искусстве. Возникнув в индийском искусстве, оно последовало за индийскими религиями, в частности, в Восточную Азию. Также нередко цветы лотоса вложены в руки изображаемых фигур.
Nelumbo nucifera, которую также называют (Nilufar Abi на персидском языке), можно увидеть на многих рельефах периода Ахеменидов (552 г. до н. э.), таких как статуя Анахиты в Персеполе. Цветок лотоса был включен в Дерафш кузнеца Каве, а затем в качестве флага Сасанидской империи Дерафш Кавиани. Сегодня он известен как символ иранского календаря солнечной хиджры.

## Галерея
| Общий вид | Бутон | Цветок | Плод |